# Bồi (bài Tây)

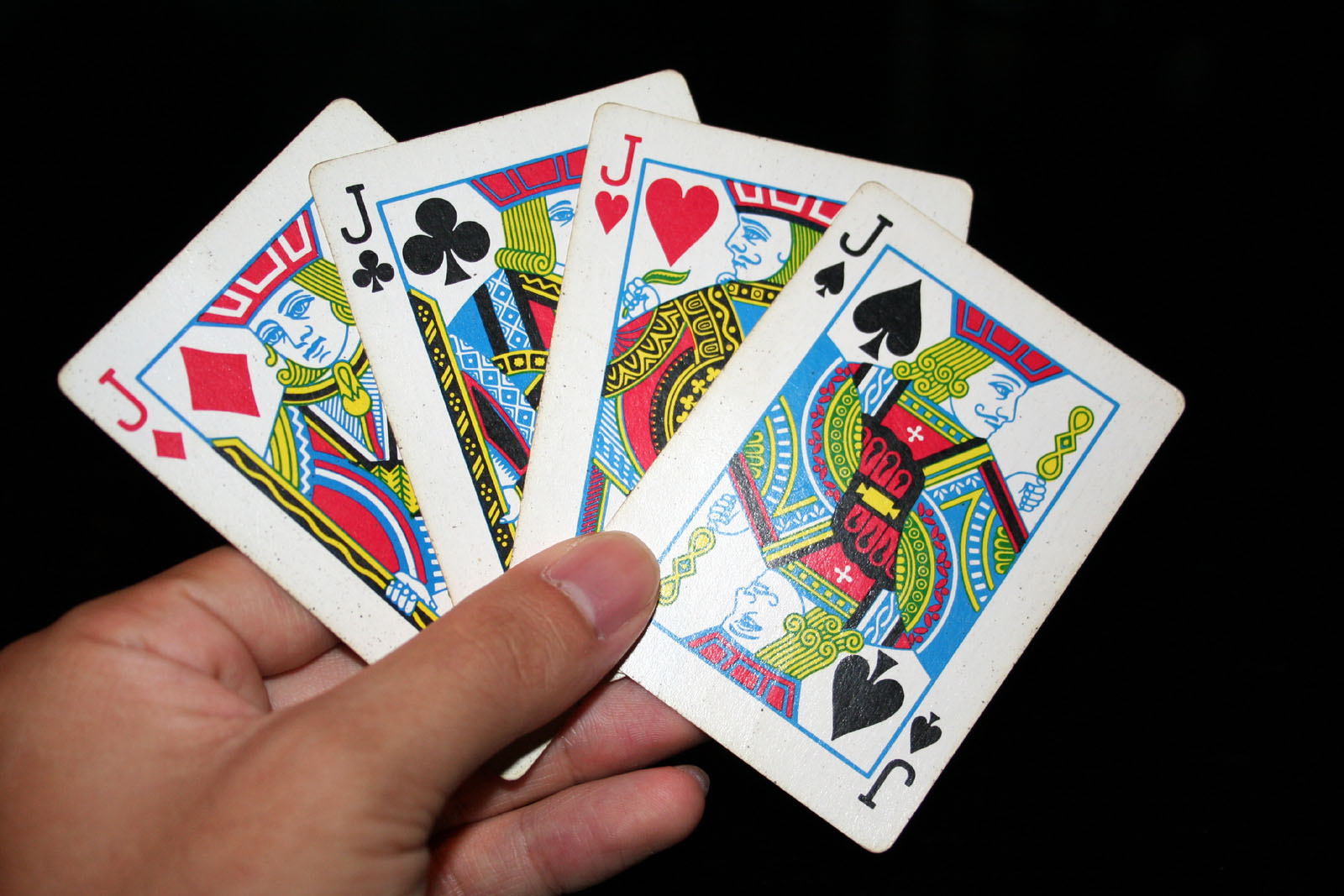
Bốn lá Bồi (kiểu Anh)

Bồi là một quân bài có hình người trong bộ bài Tây, bên cạnh Đầm và Già. Ở đa số các lá Bồi, góc trái trên và phải dưới đều có biểu tượng chữ J (viết tắt của từ Jack trong tiếng Anh); tuy nhiên có nhiều bộ bài thì chữ J được thay bằng chữ B (viết tắt của từ Bube hoặc Bauer trong tiếng Đức) hoặc V (viết tắt của từ Valet trong tiếng Pháp).

## Đại diện

Bồi Cơ
Bồi Rô
Bồi Chuồn
Bồi Bích

### Nga

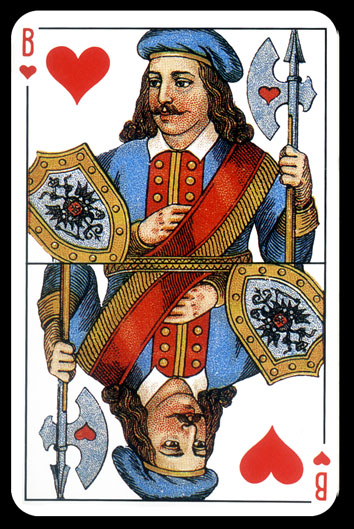
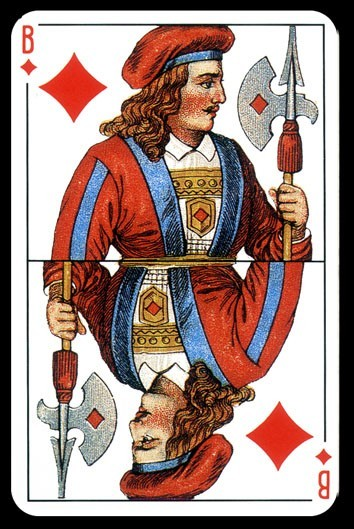
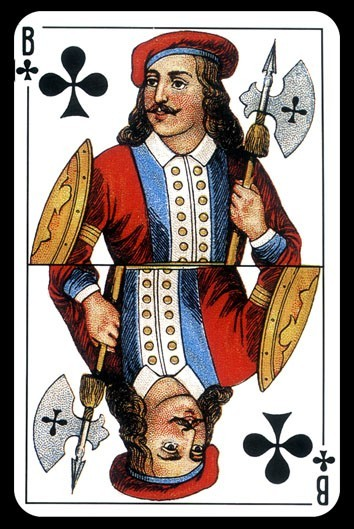
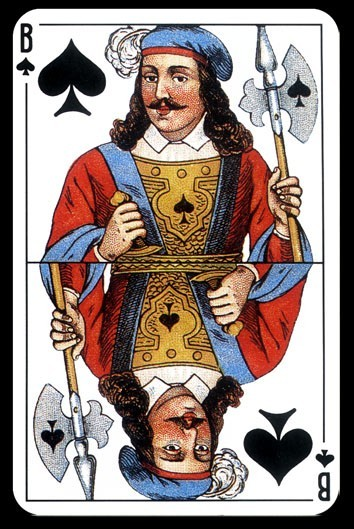

### Đức

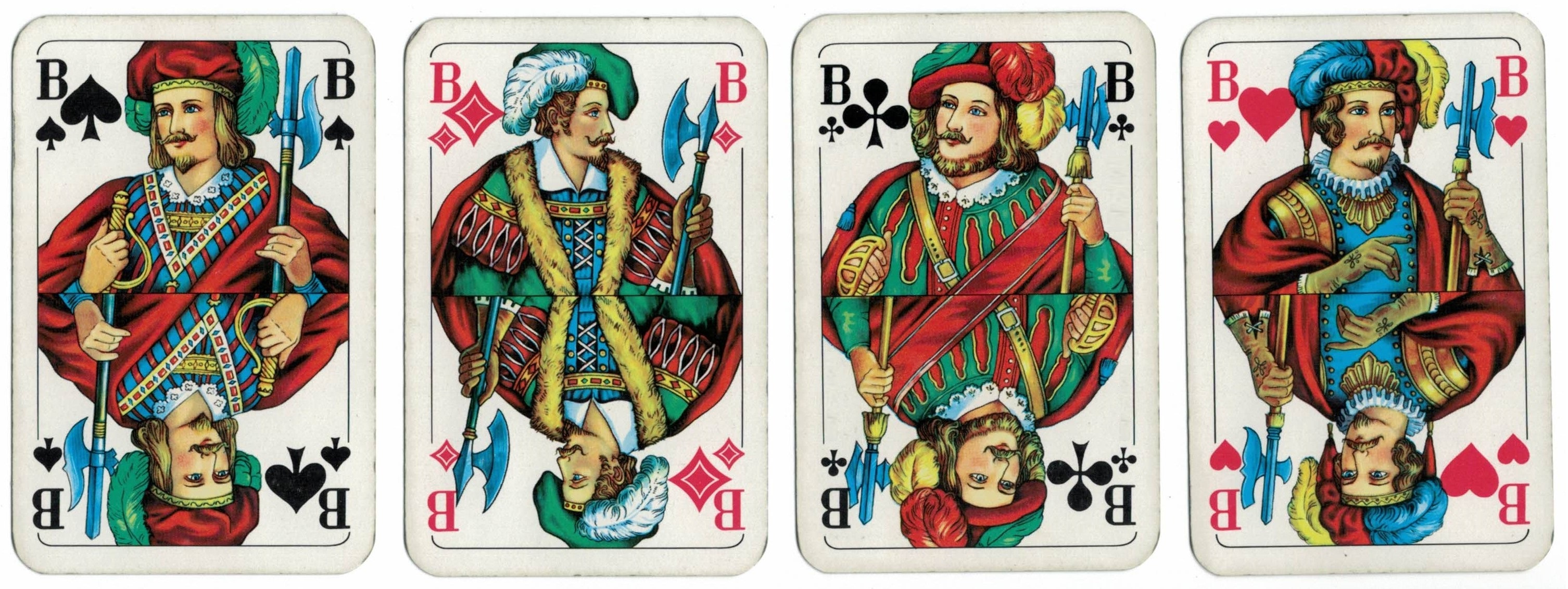

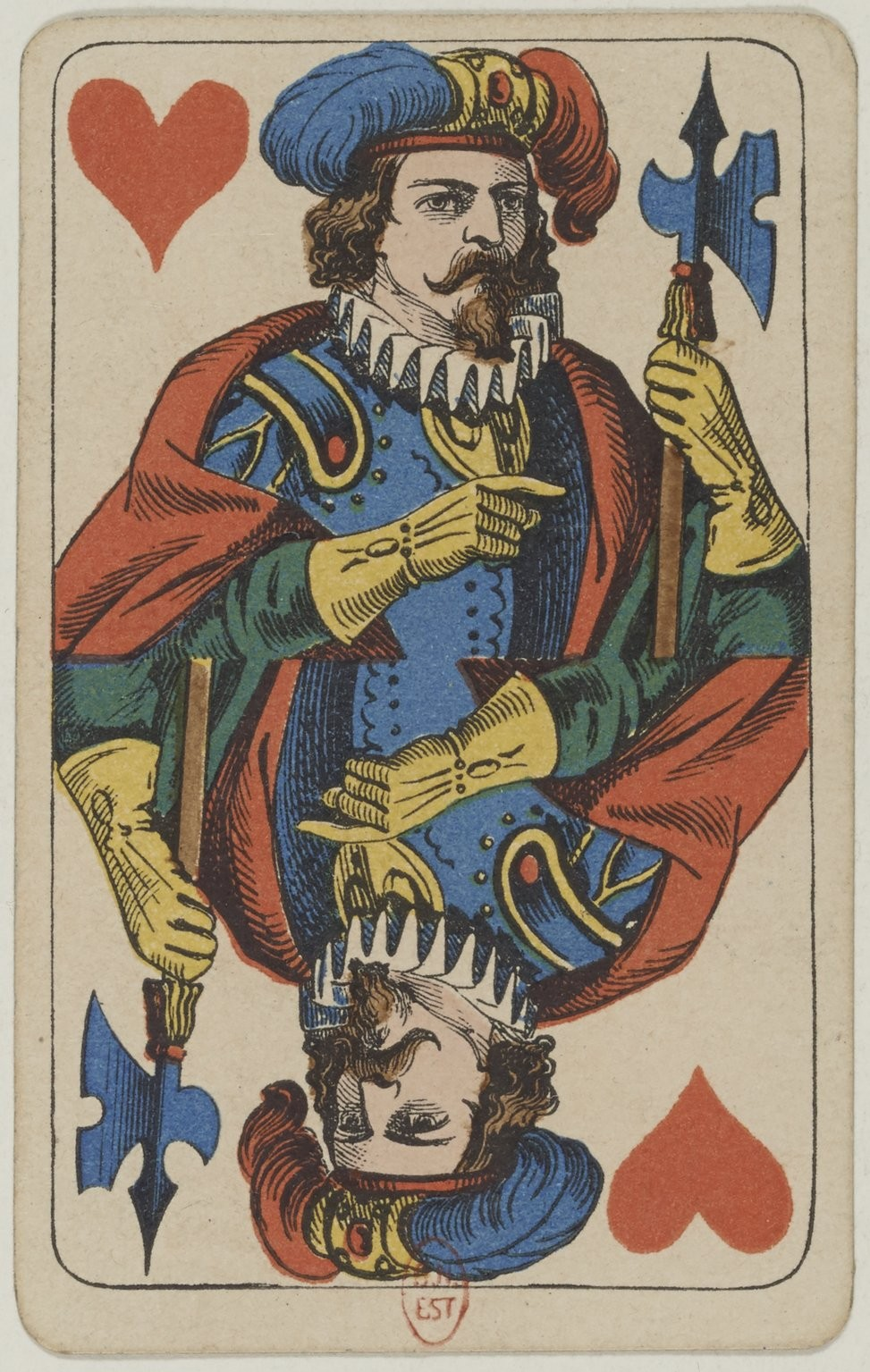
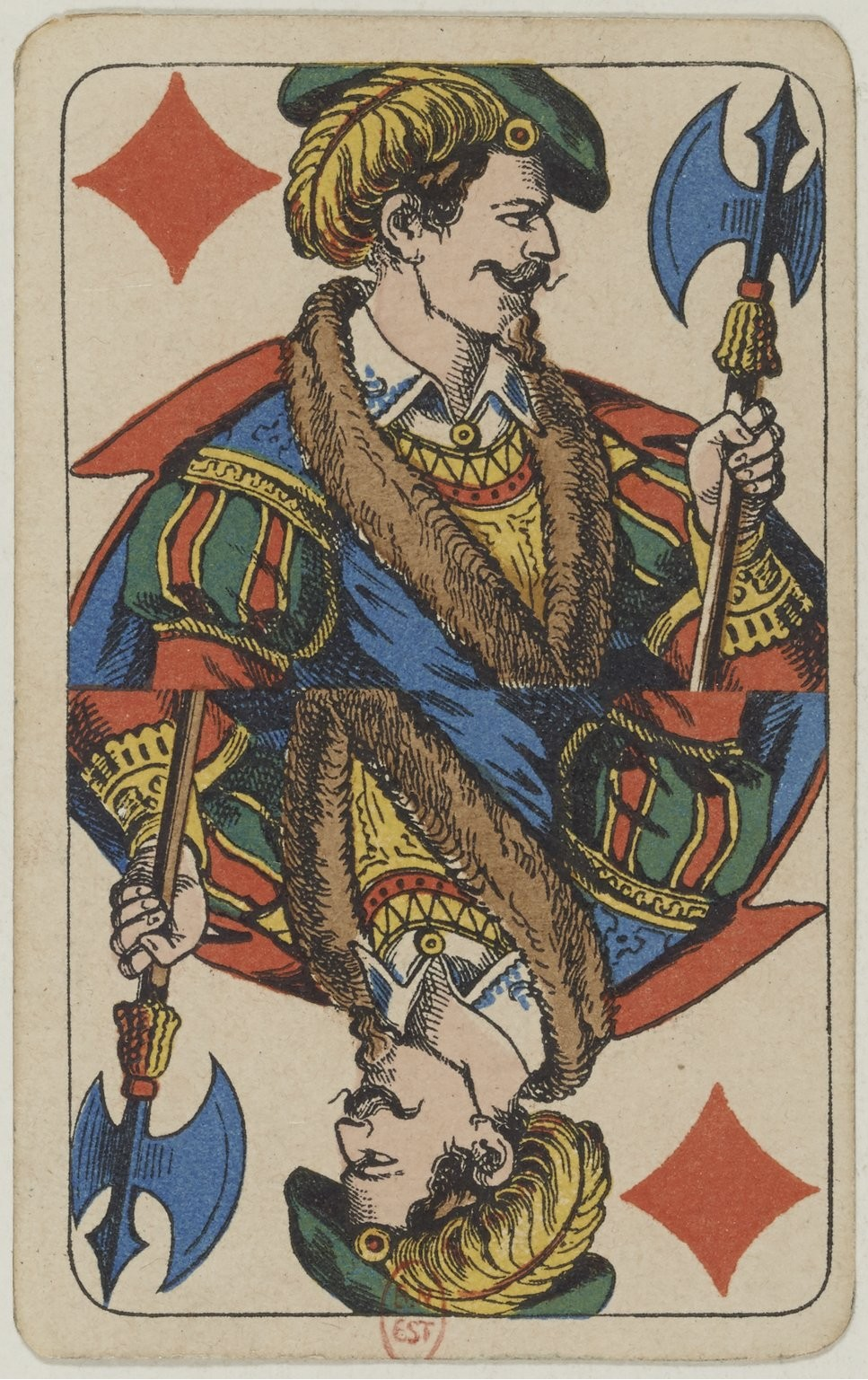
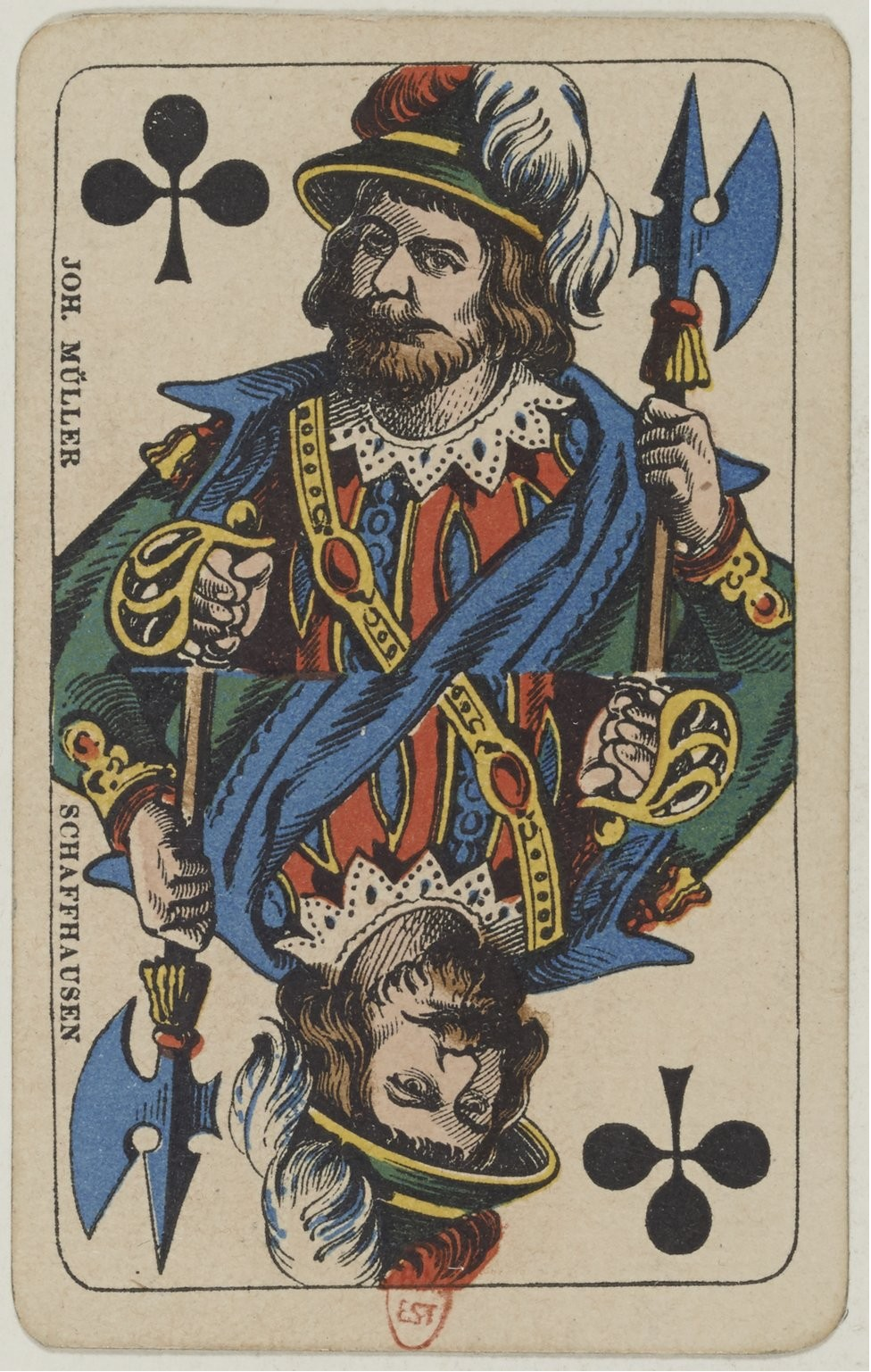
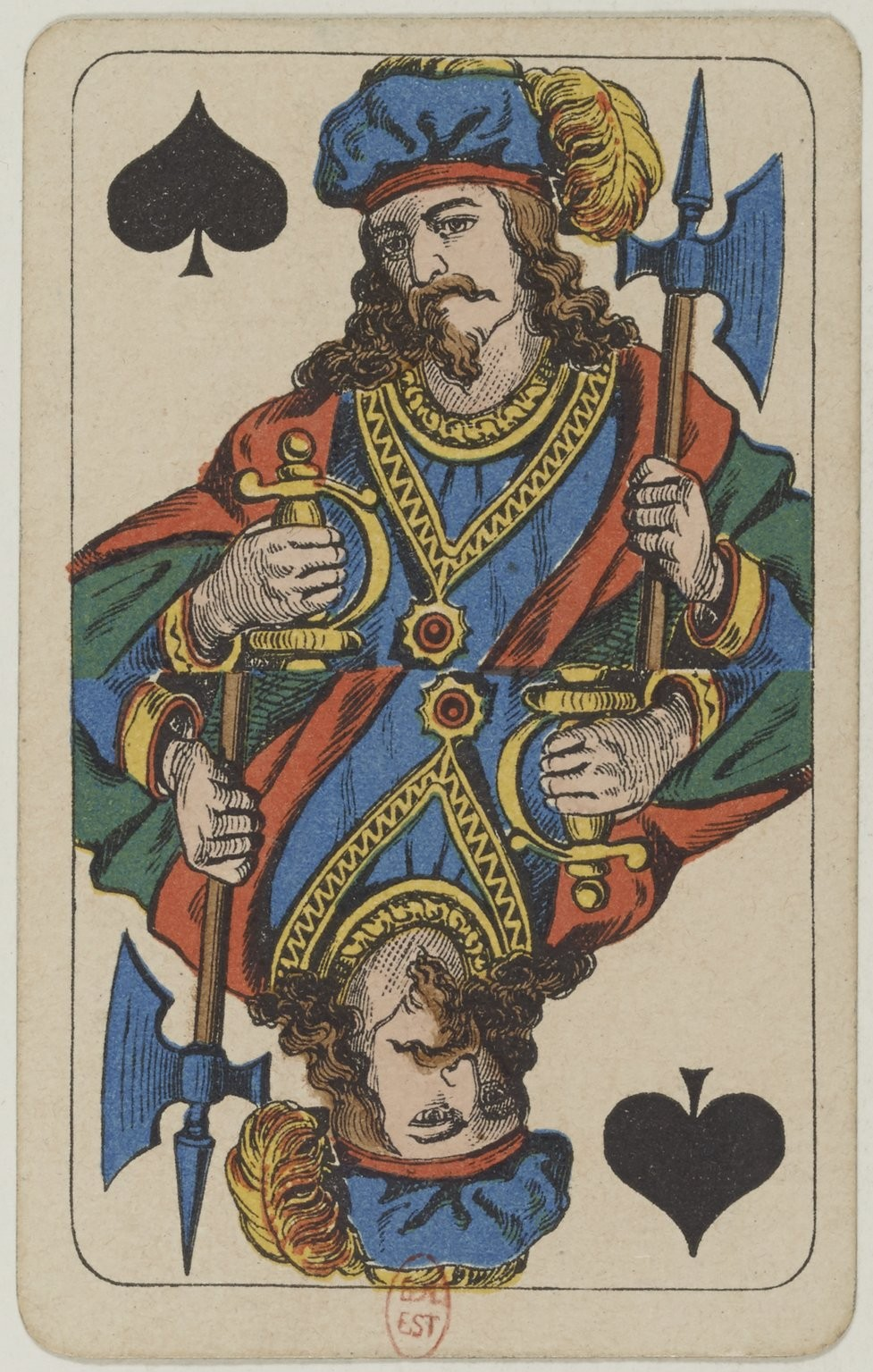

### Hà Lan

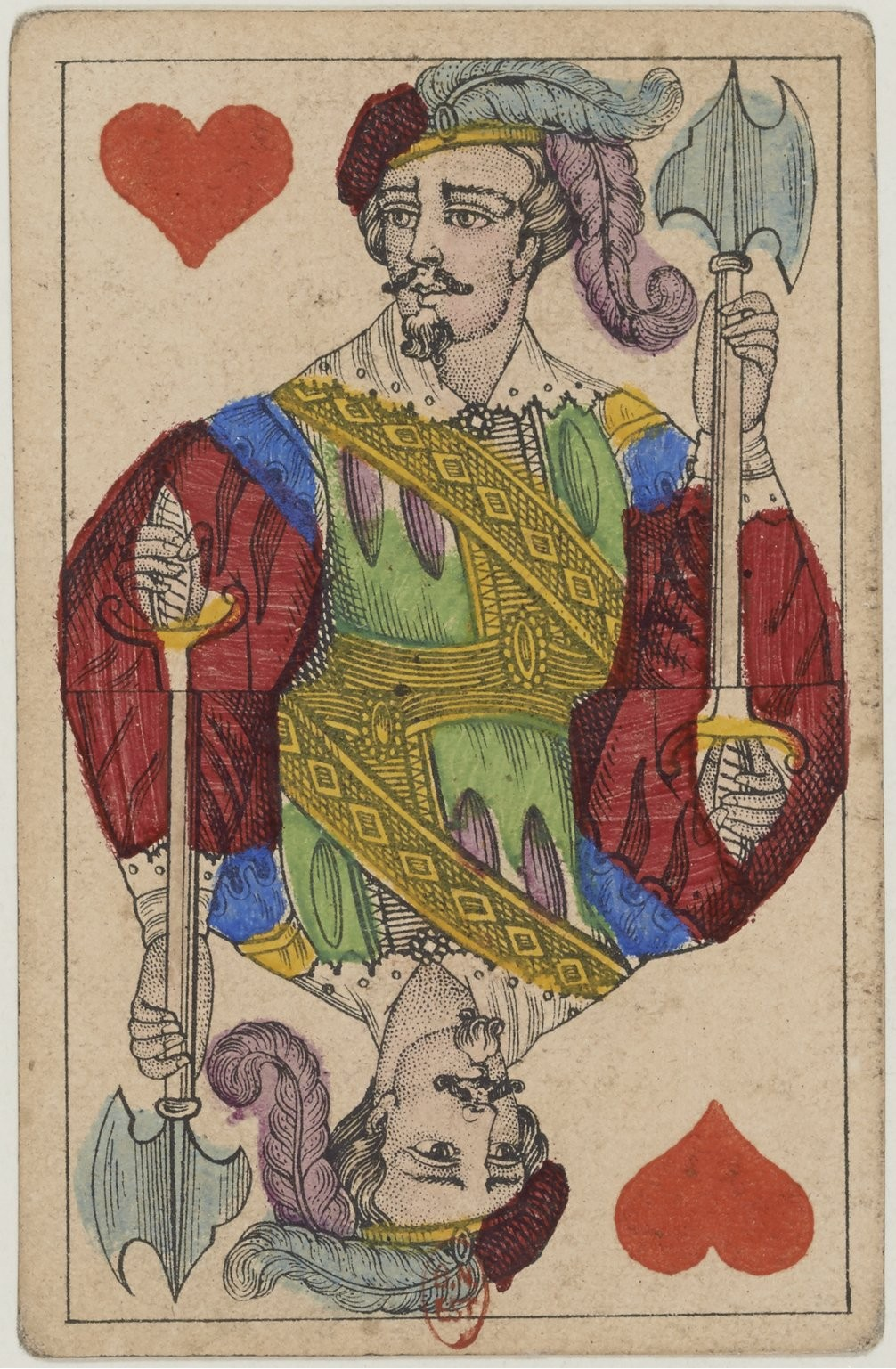
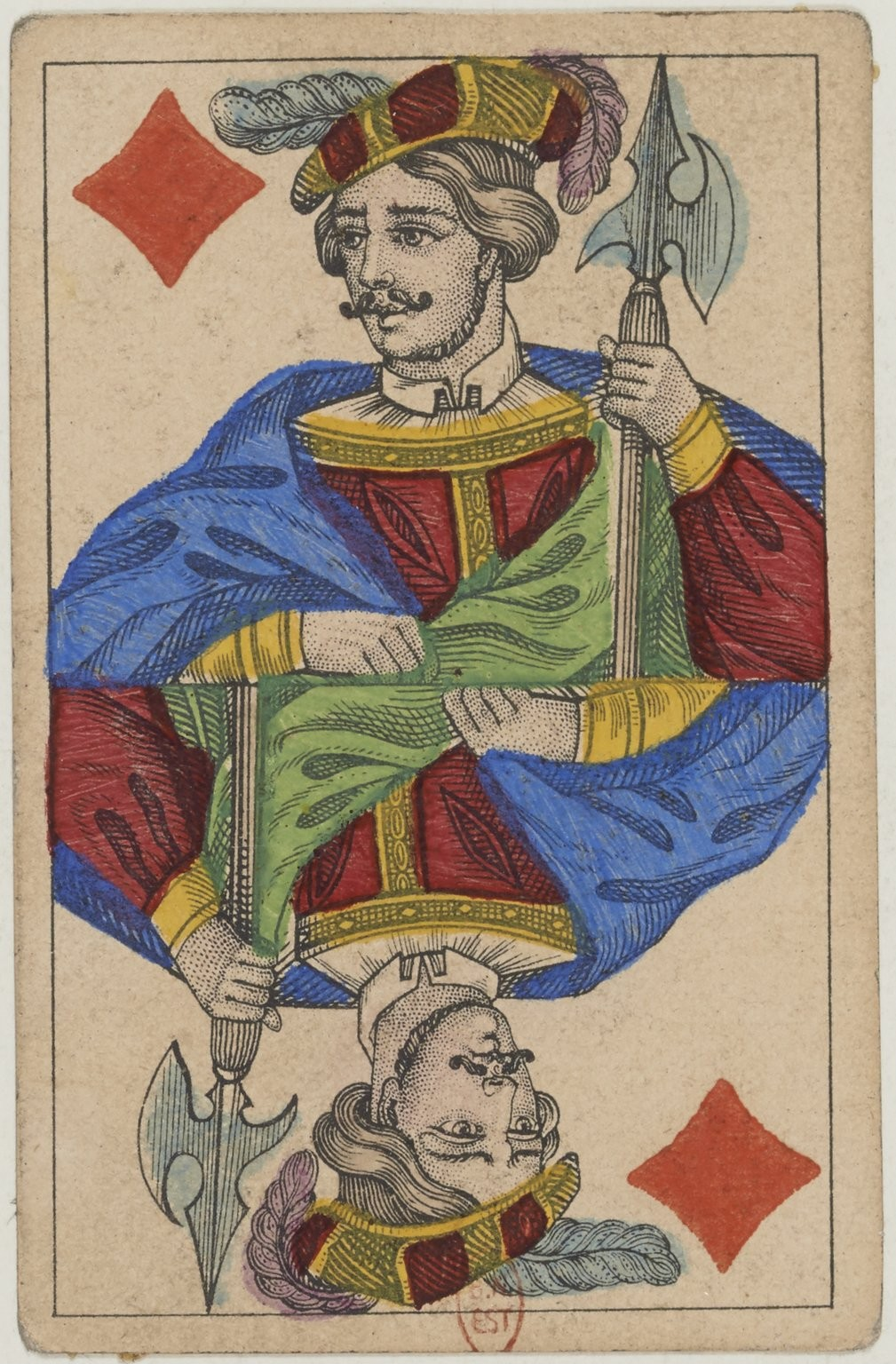
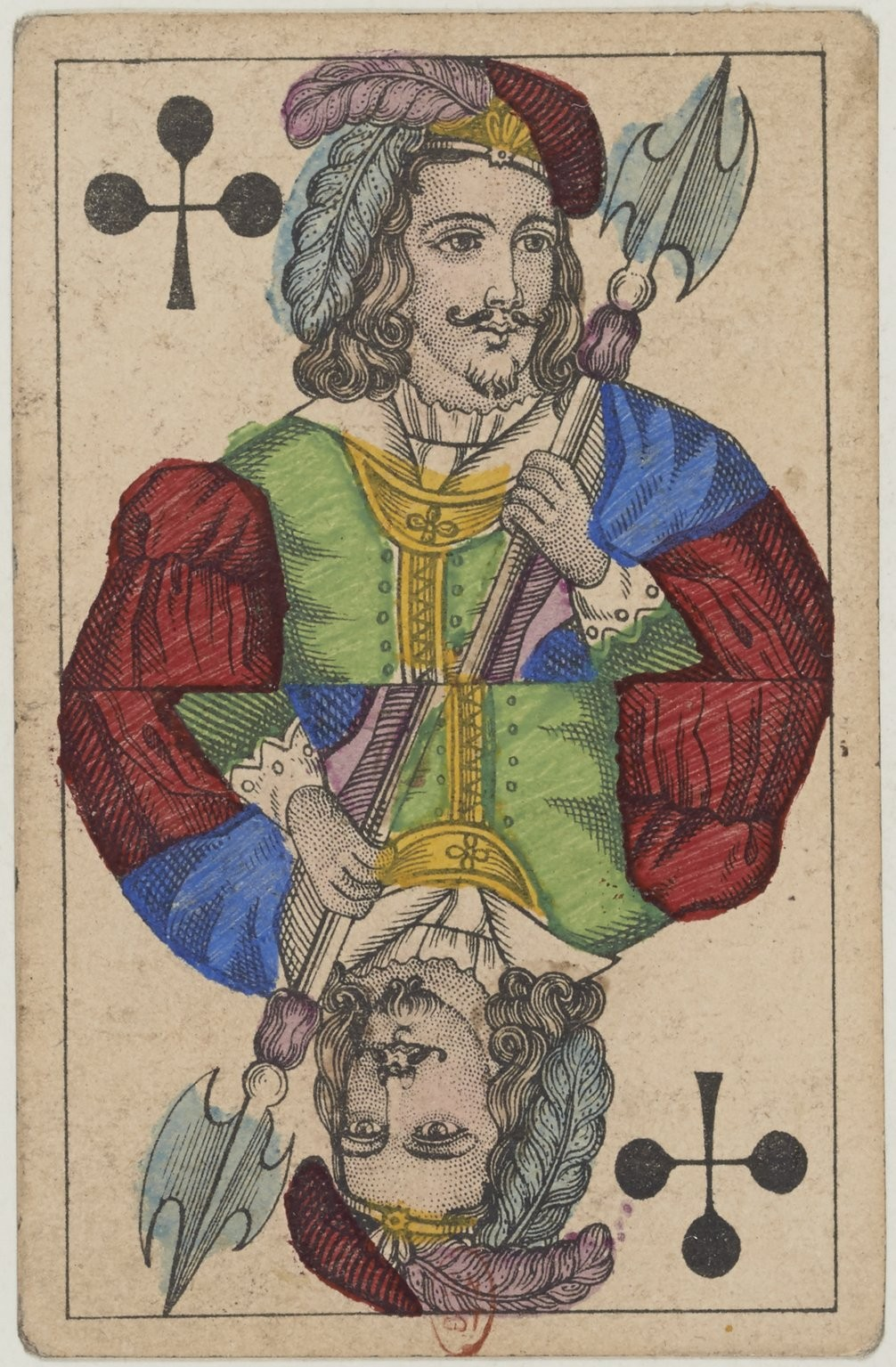
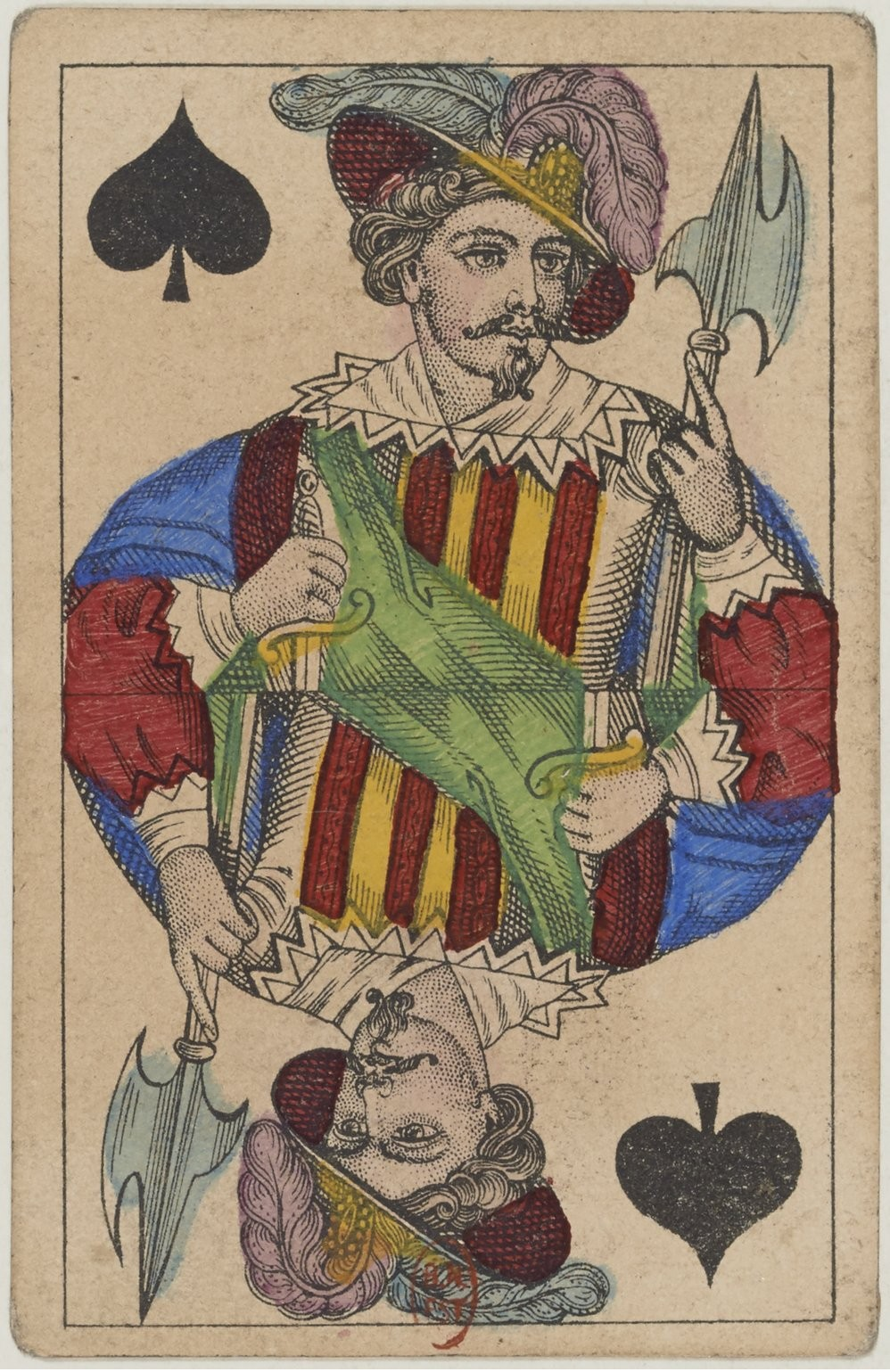

### Pháp

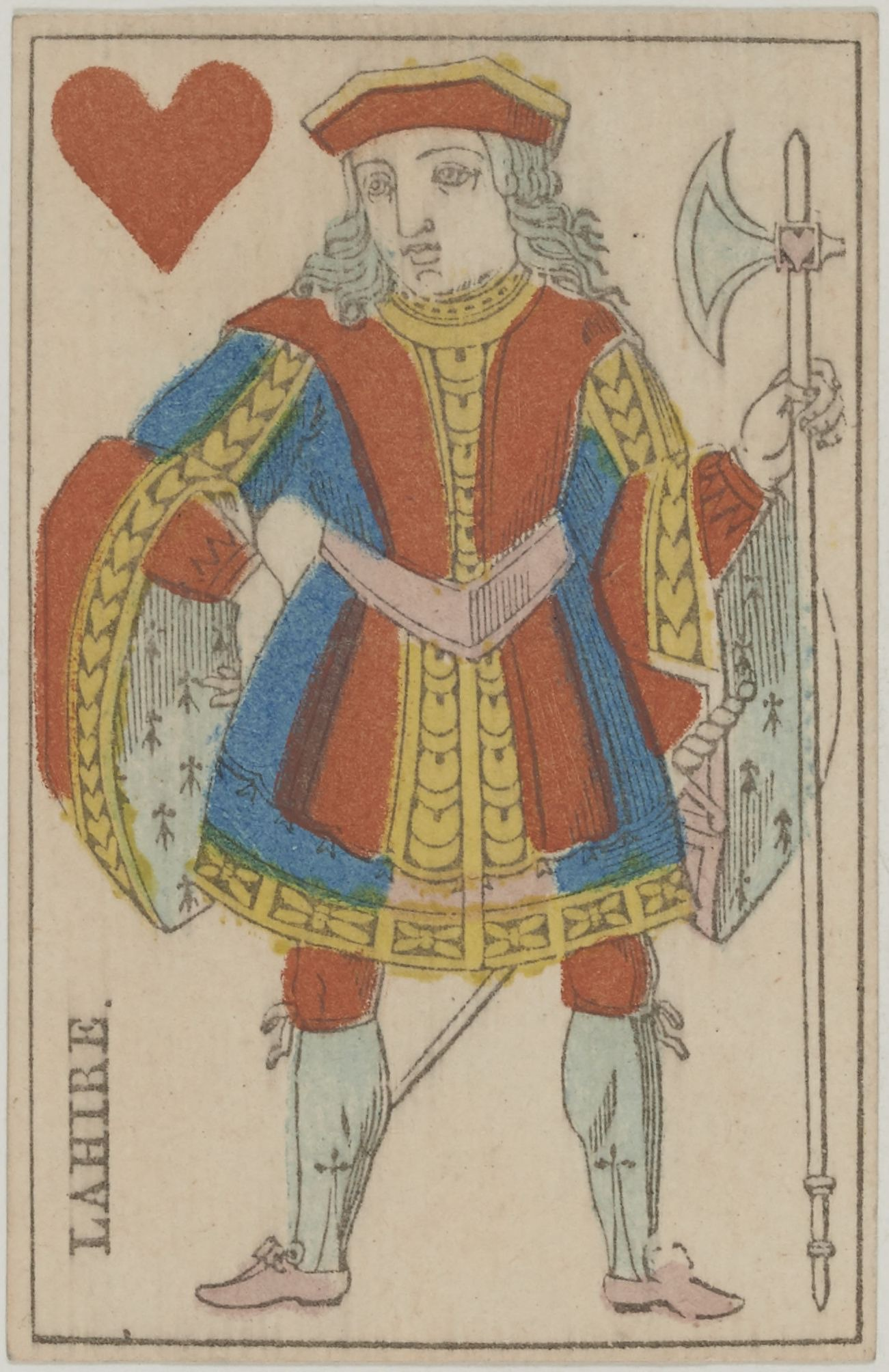
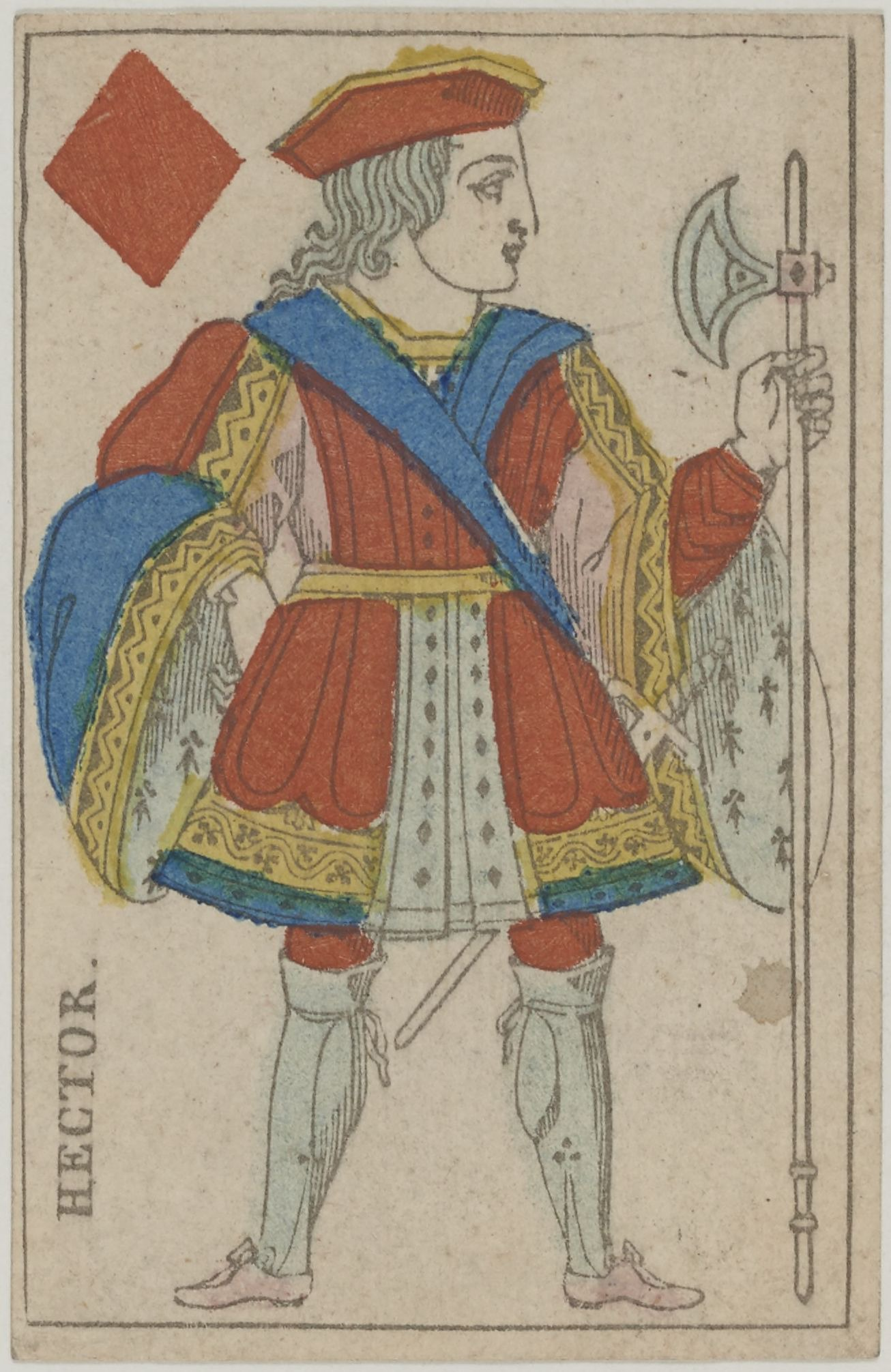
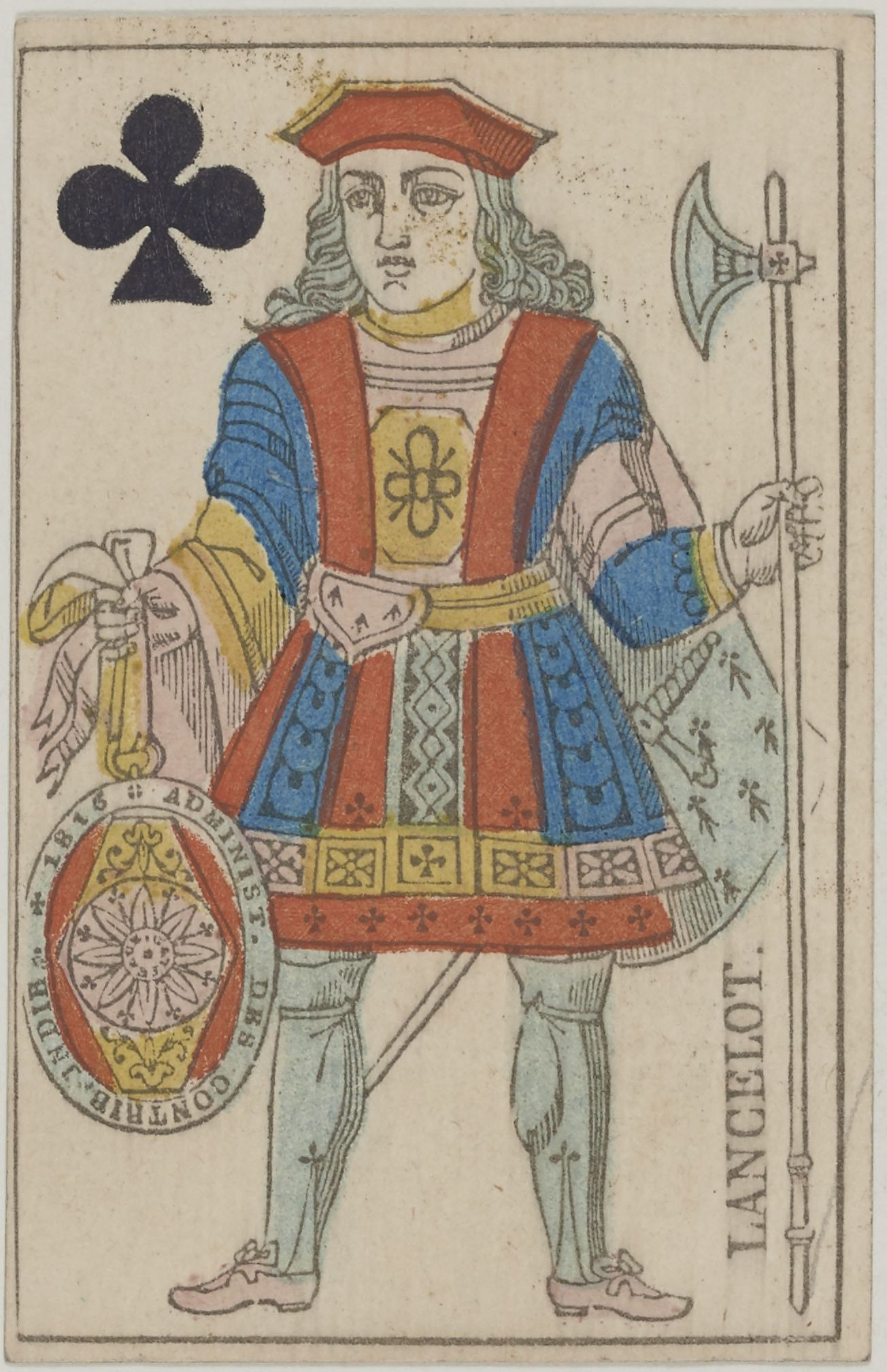
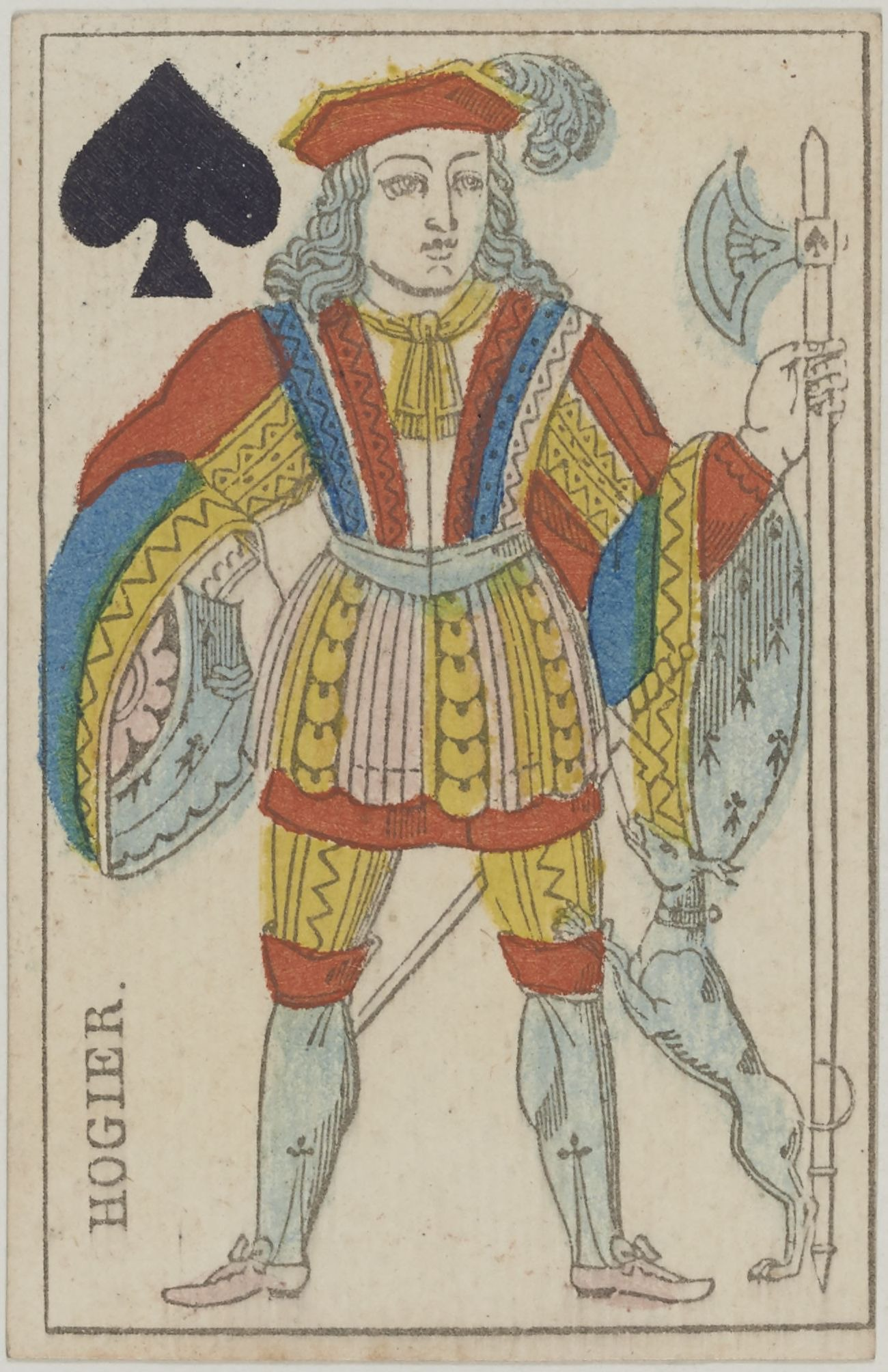

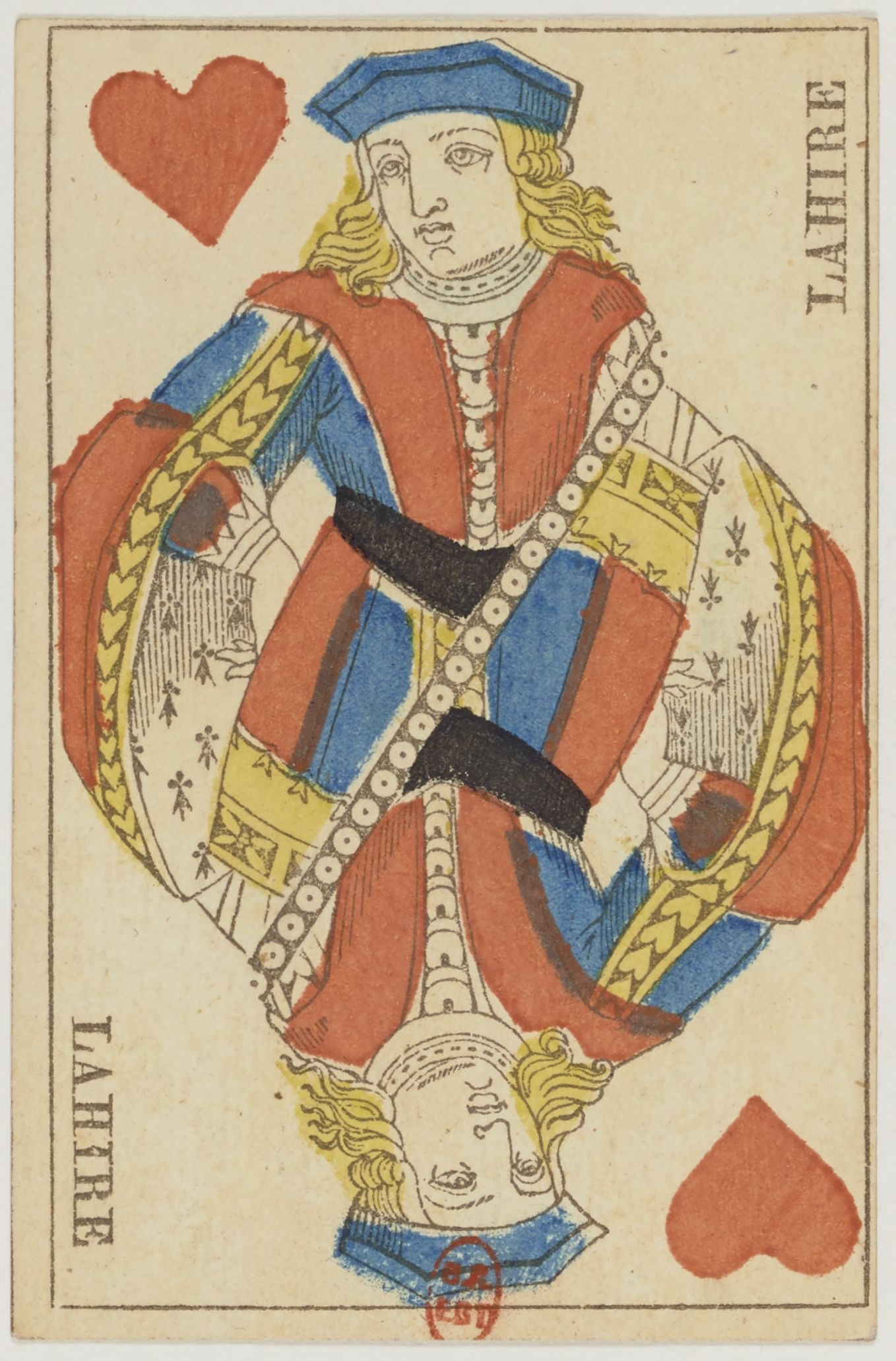
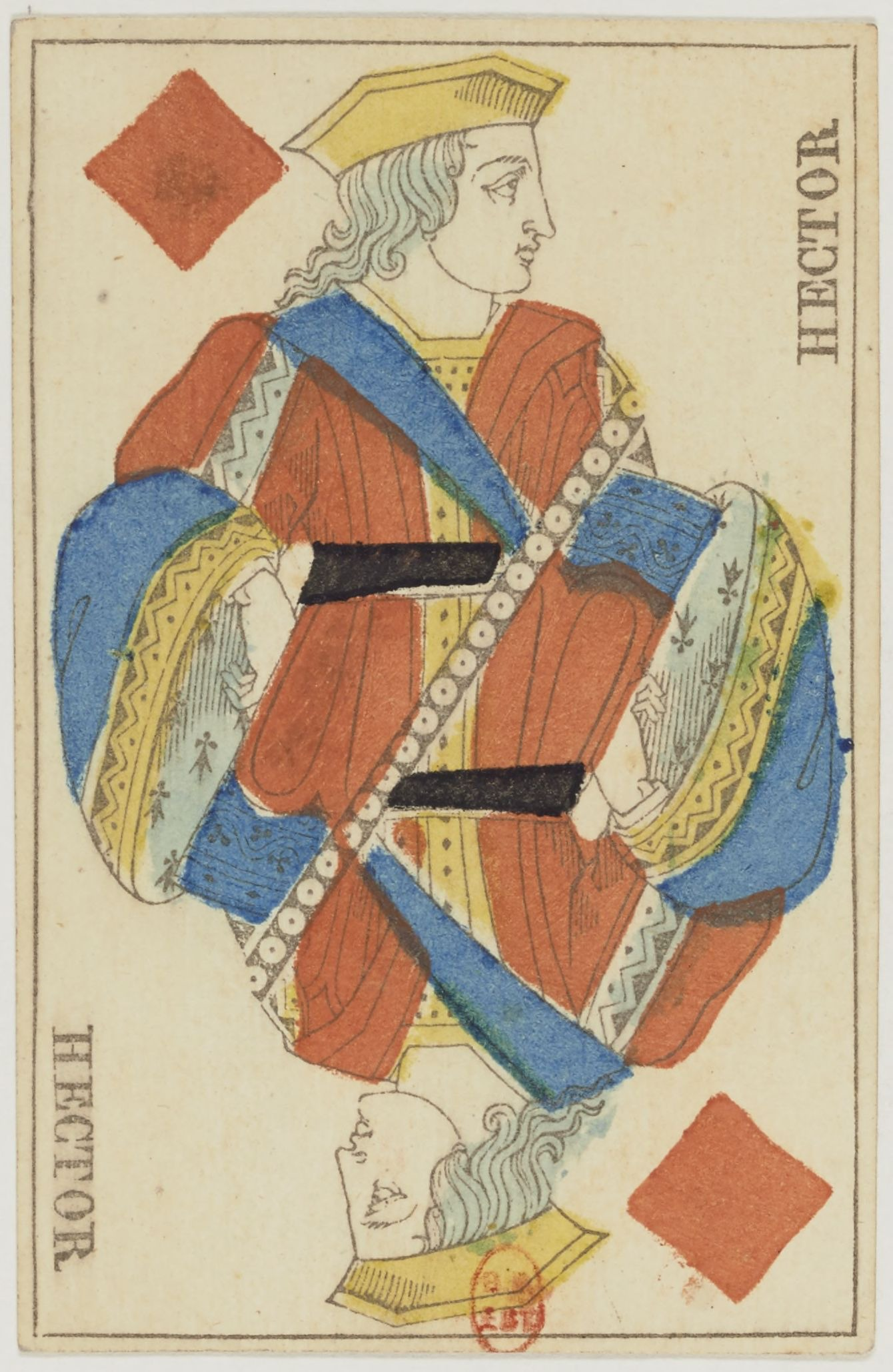
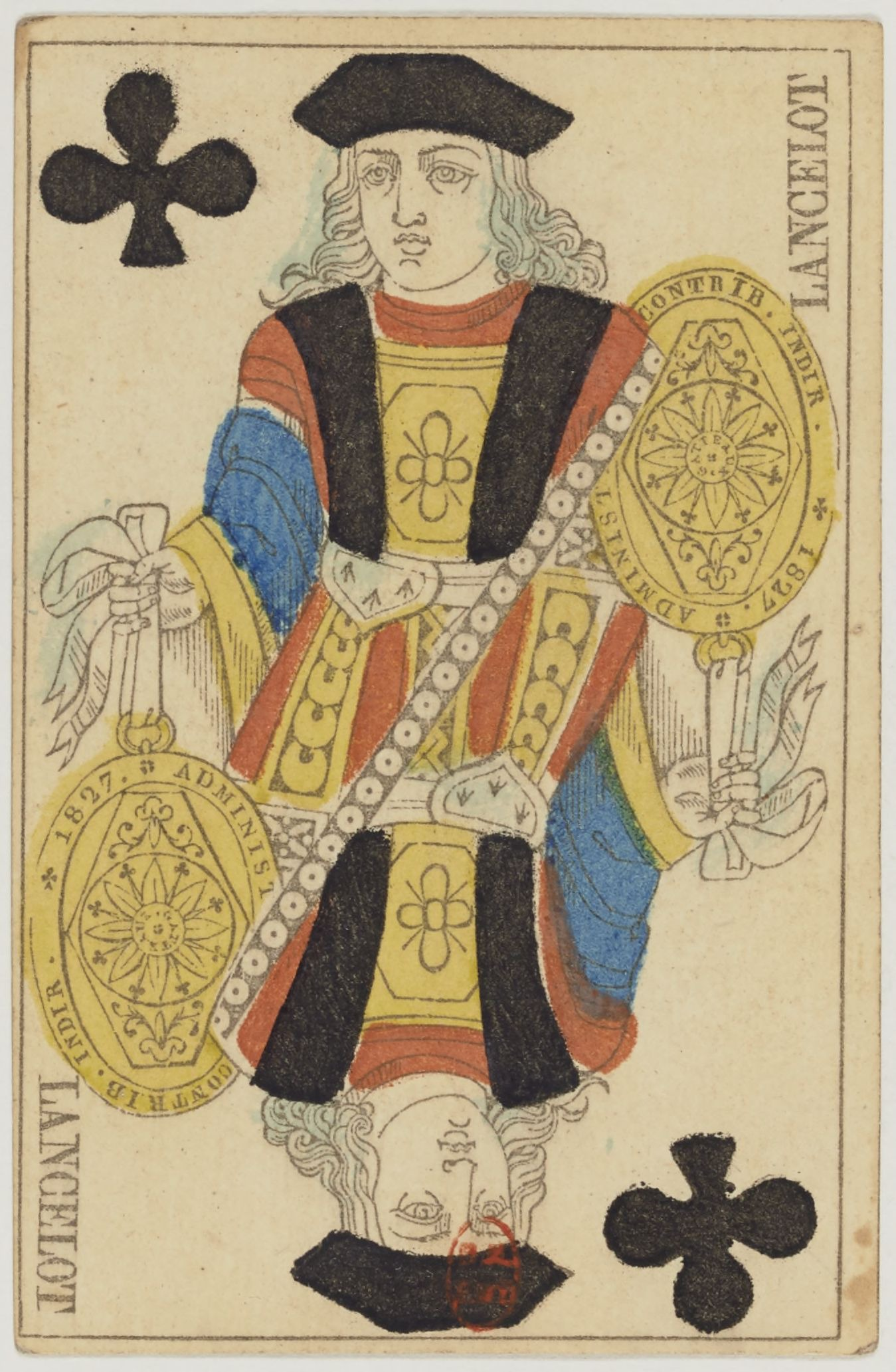
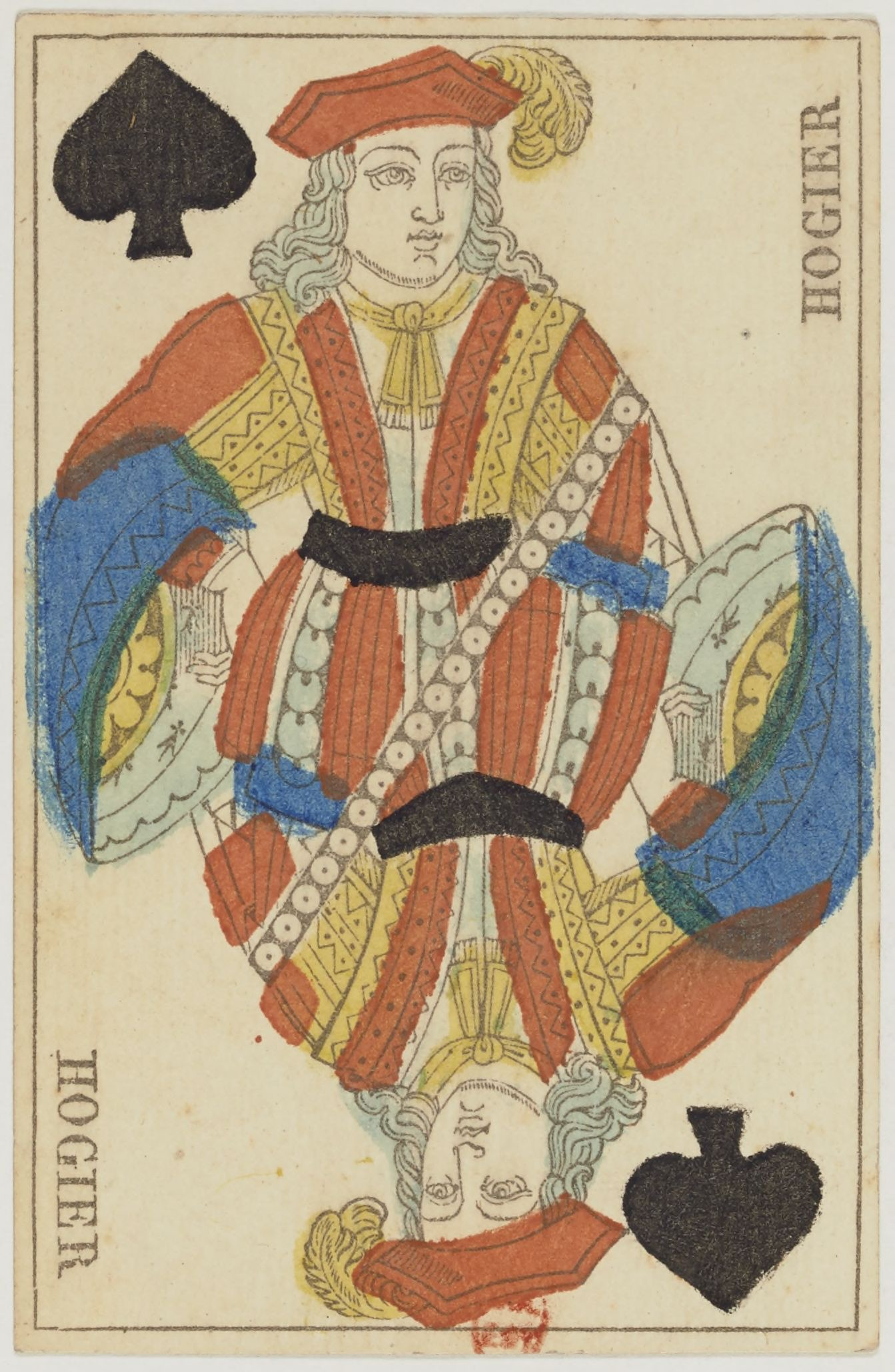

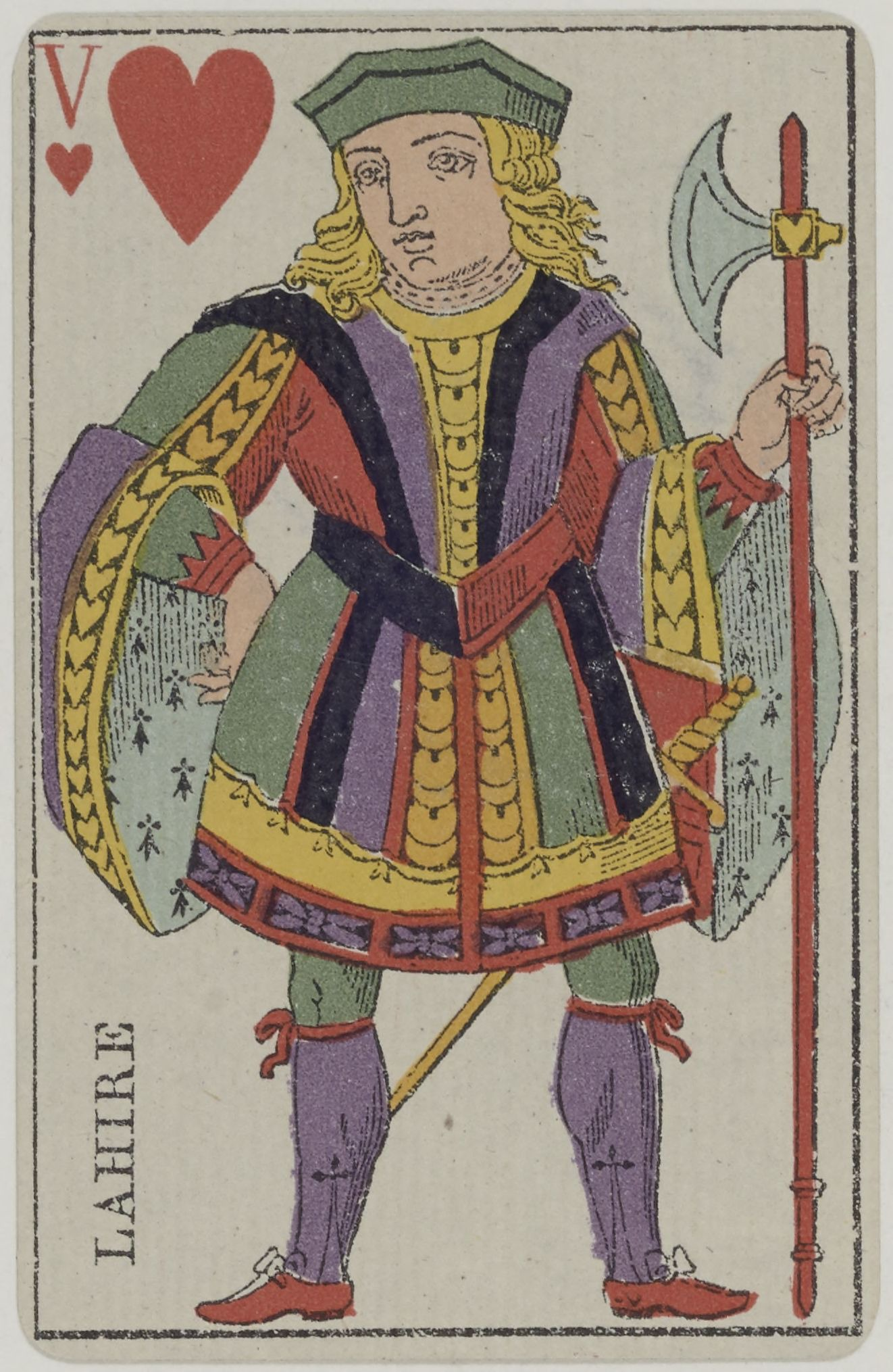
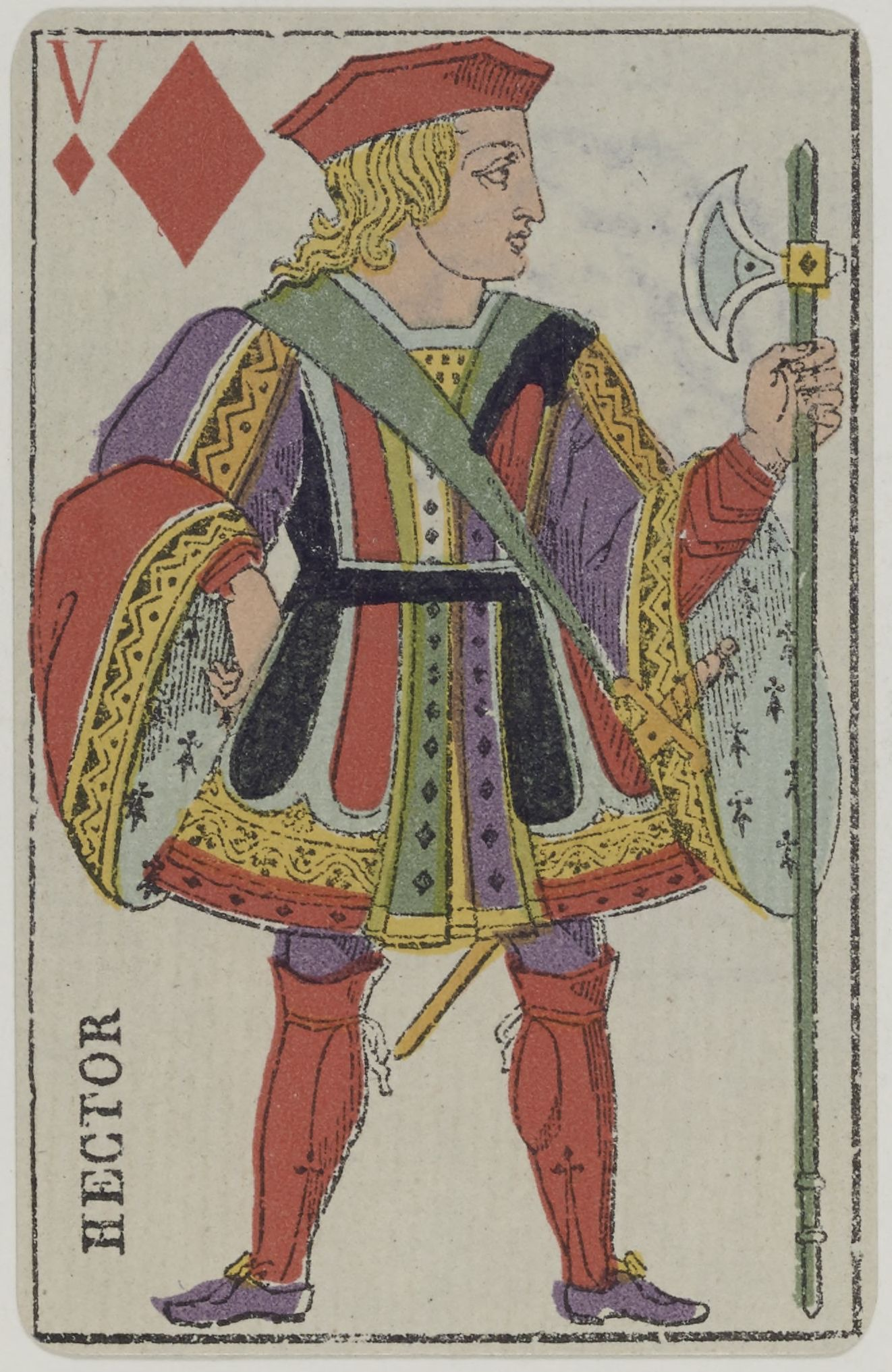
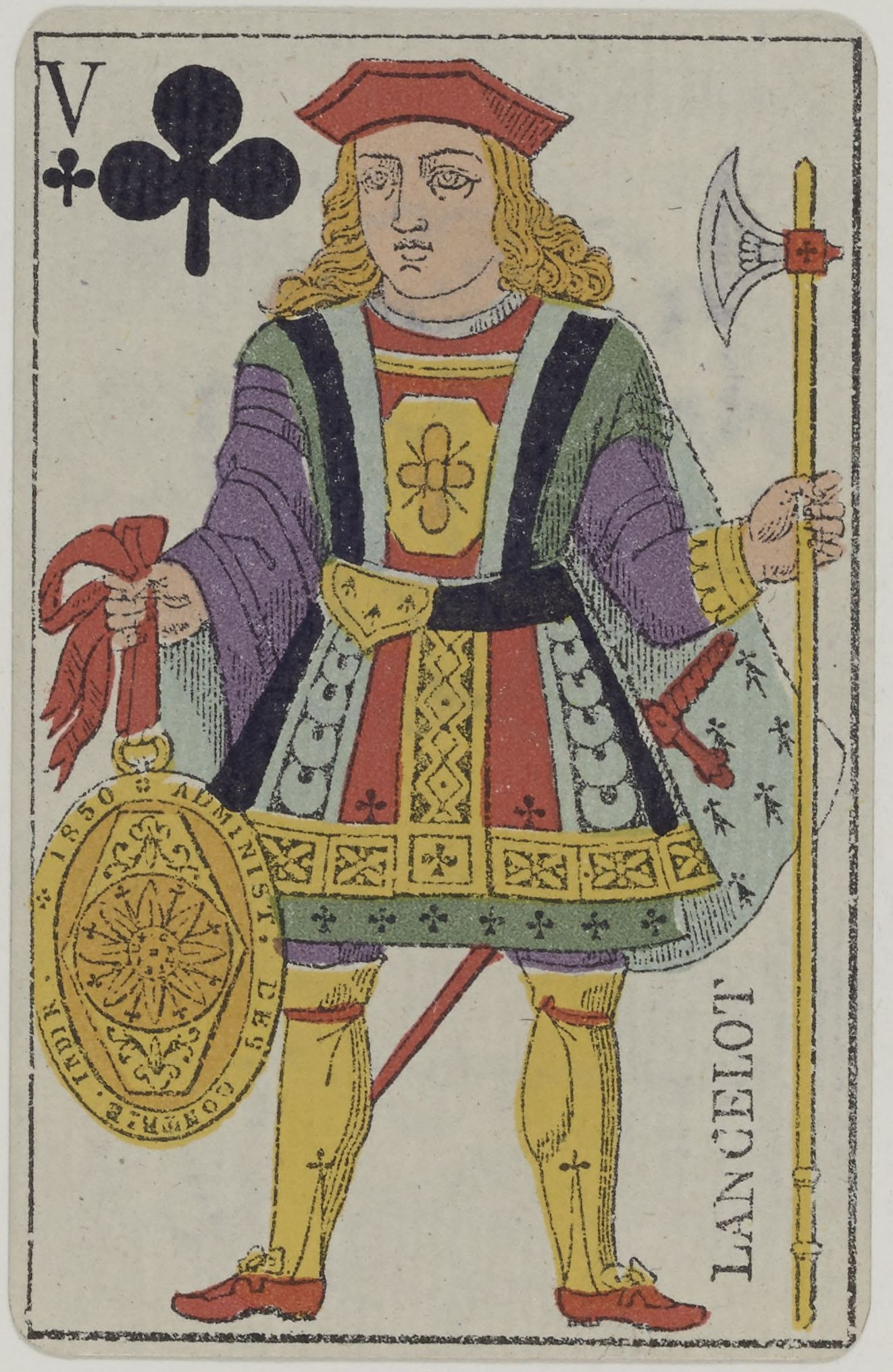
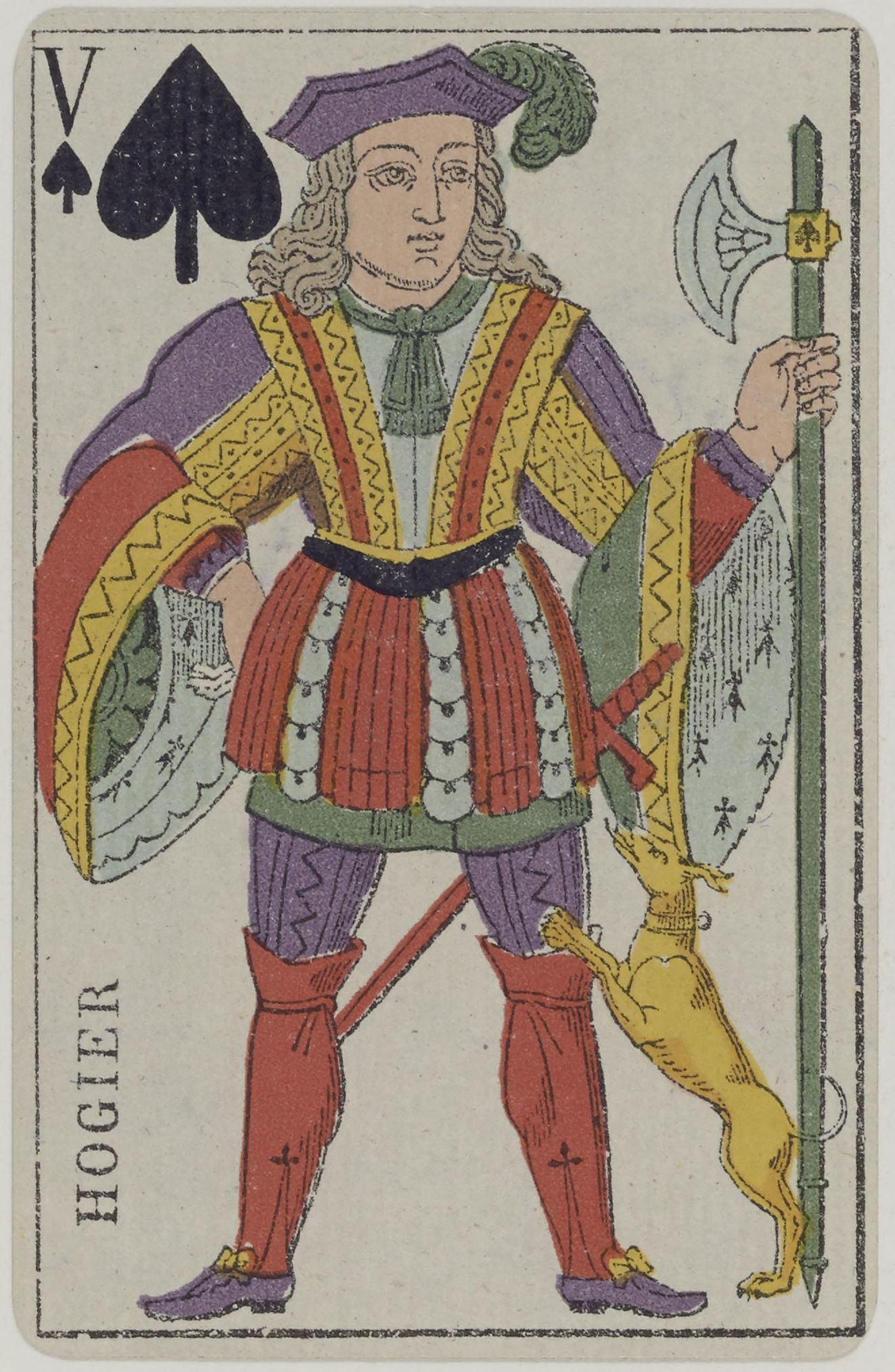

#### Kiểu Rouen

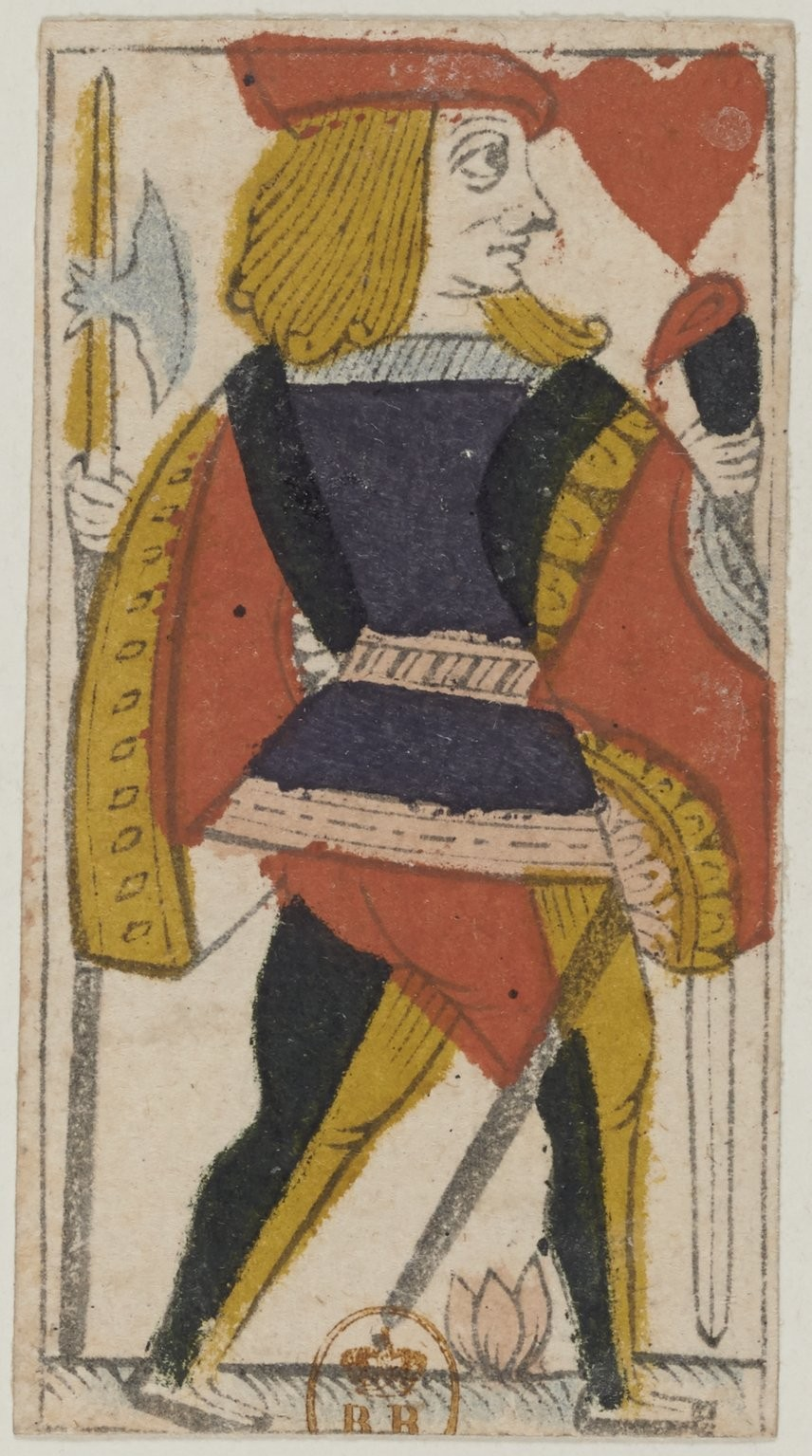
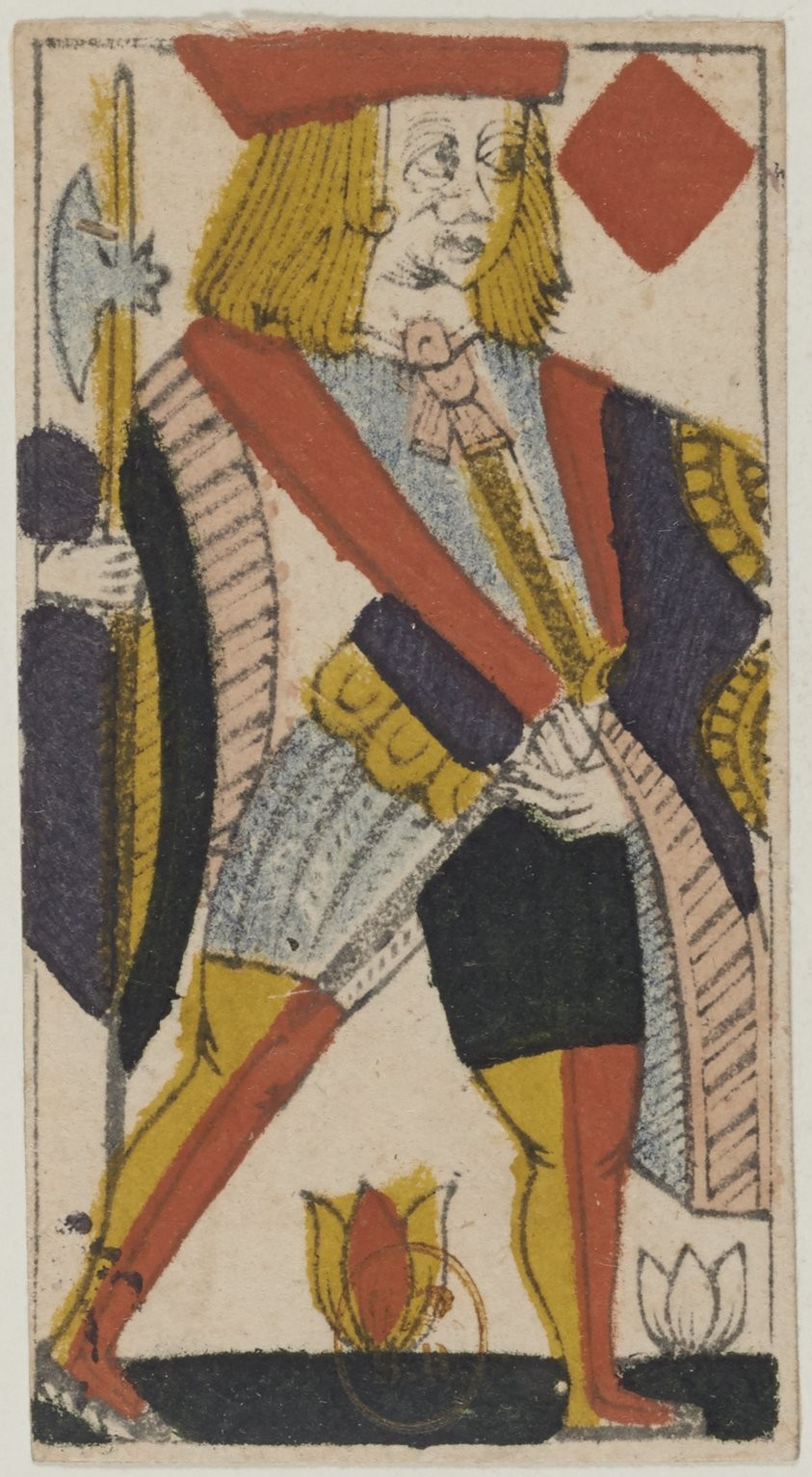
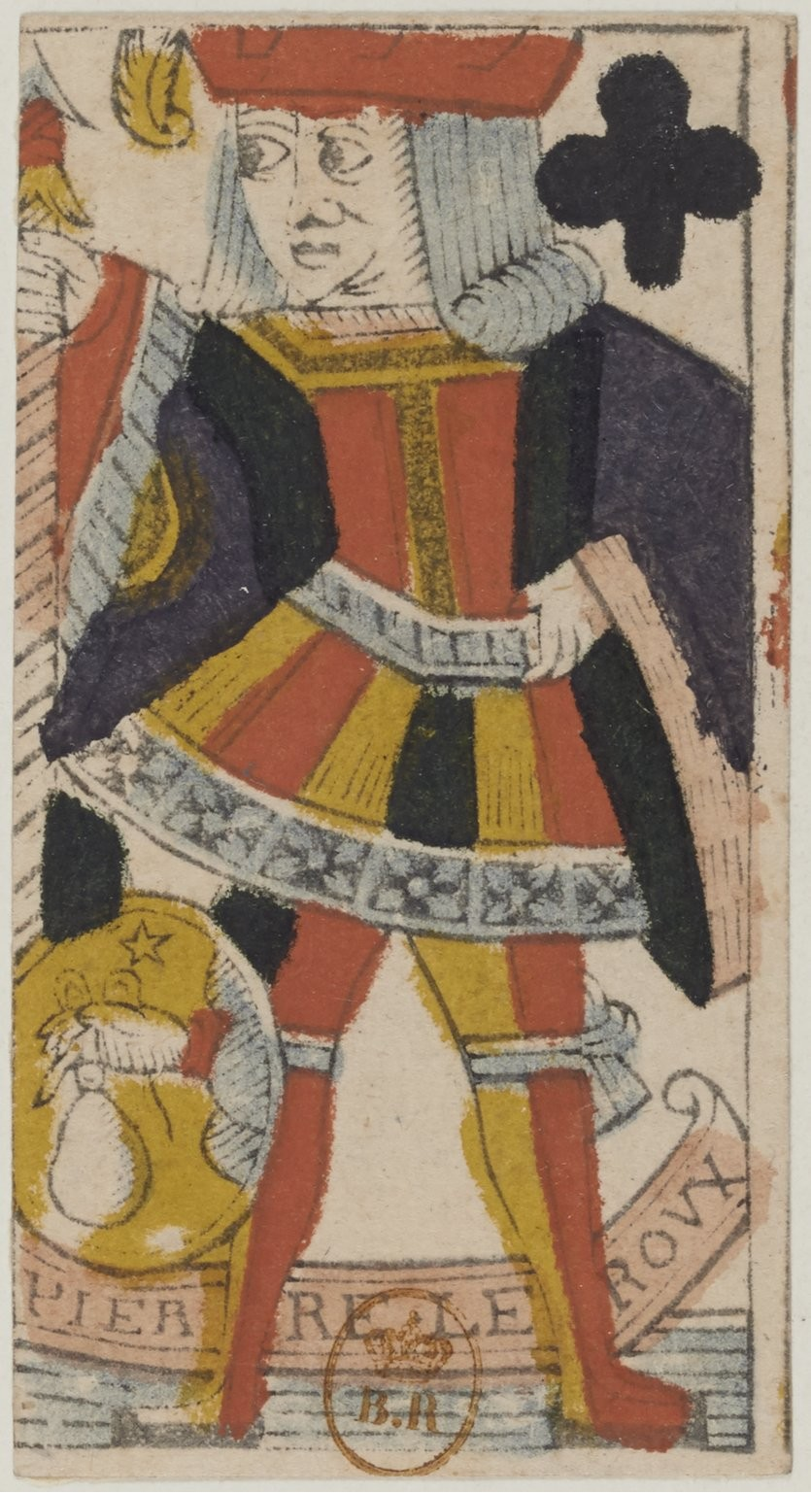
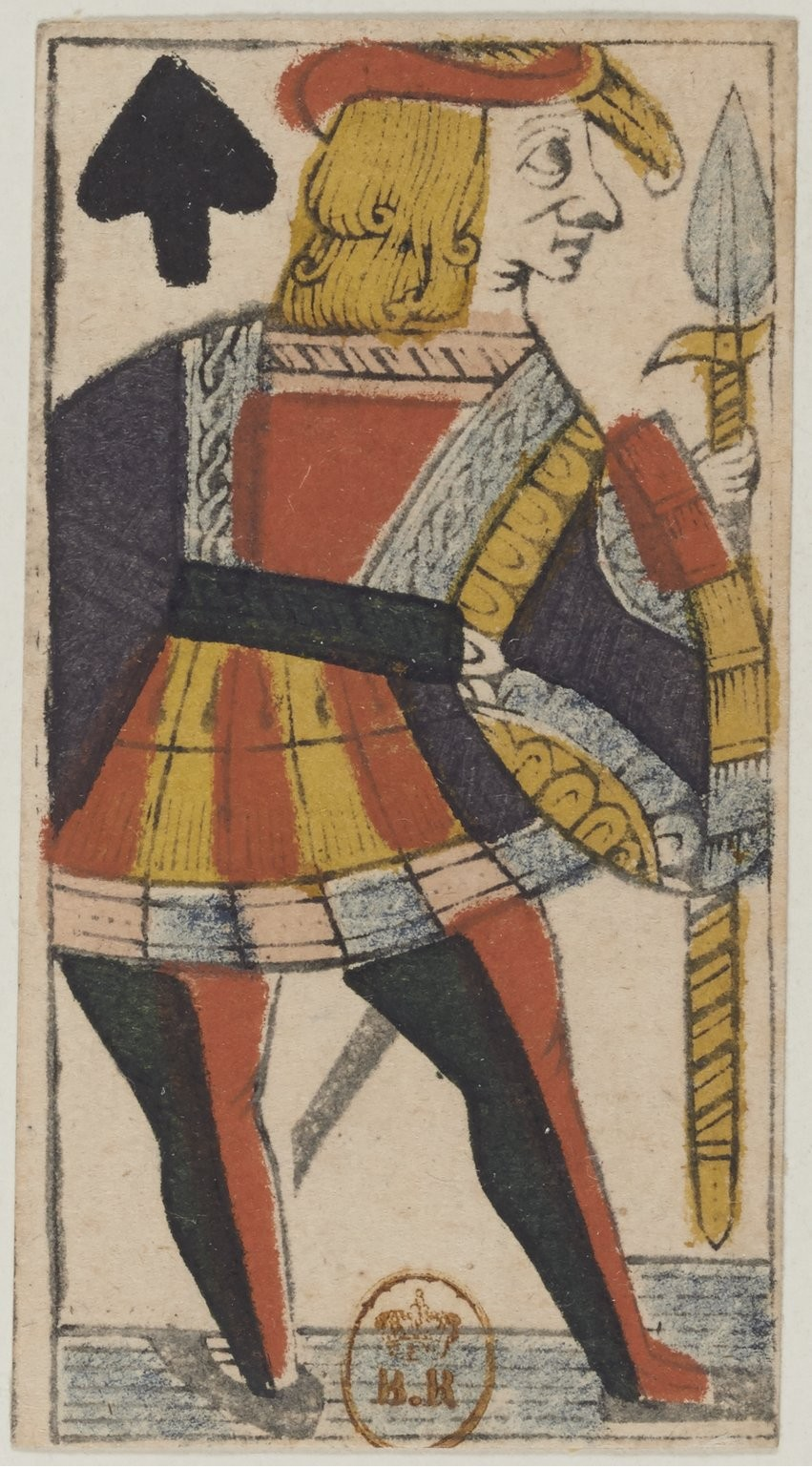

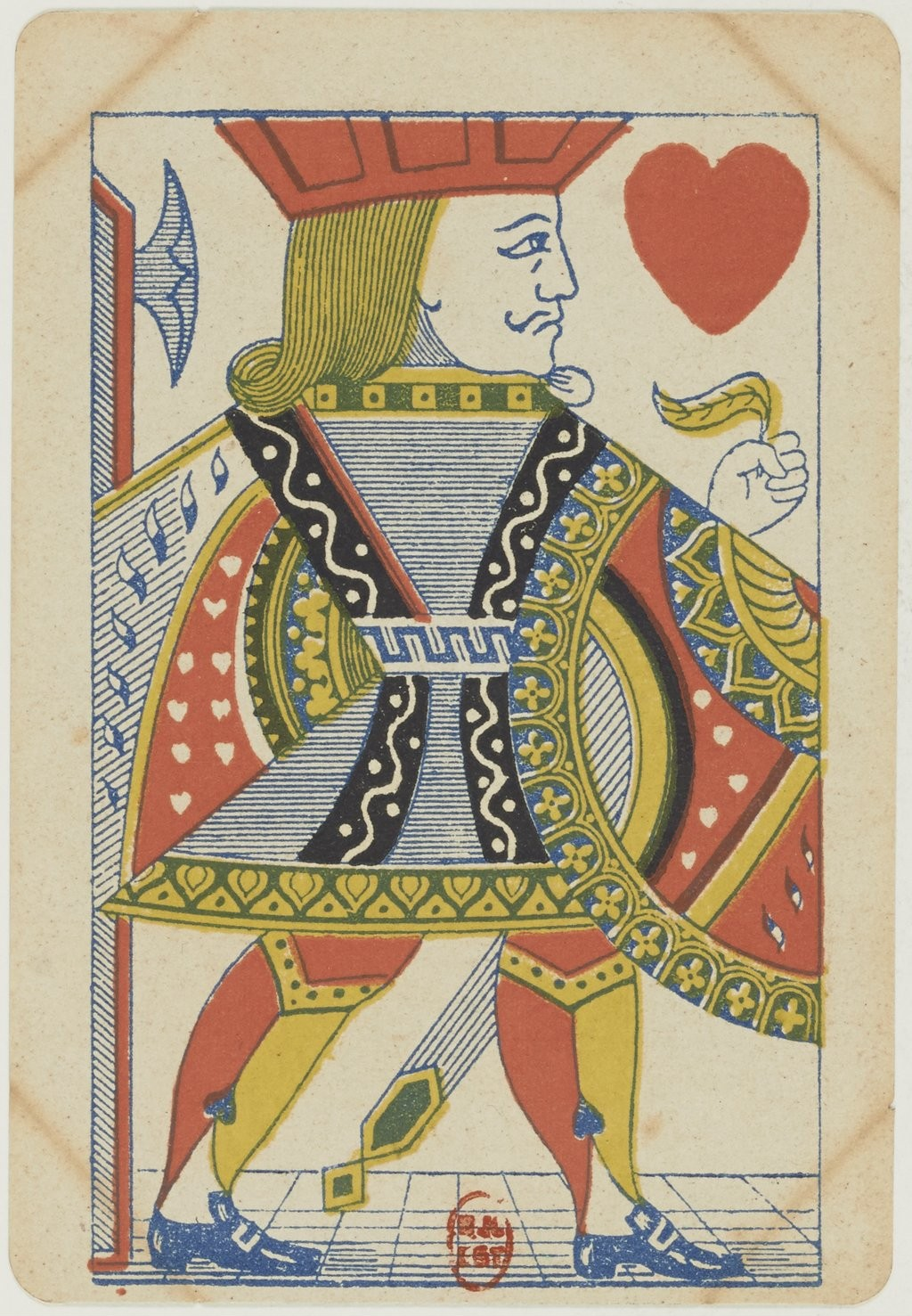
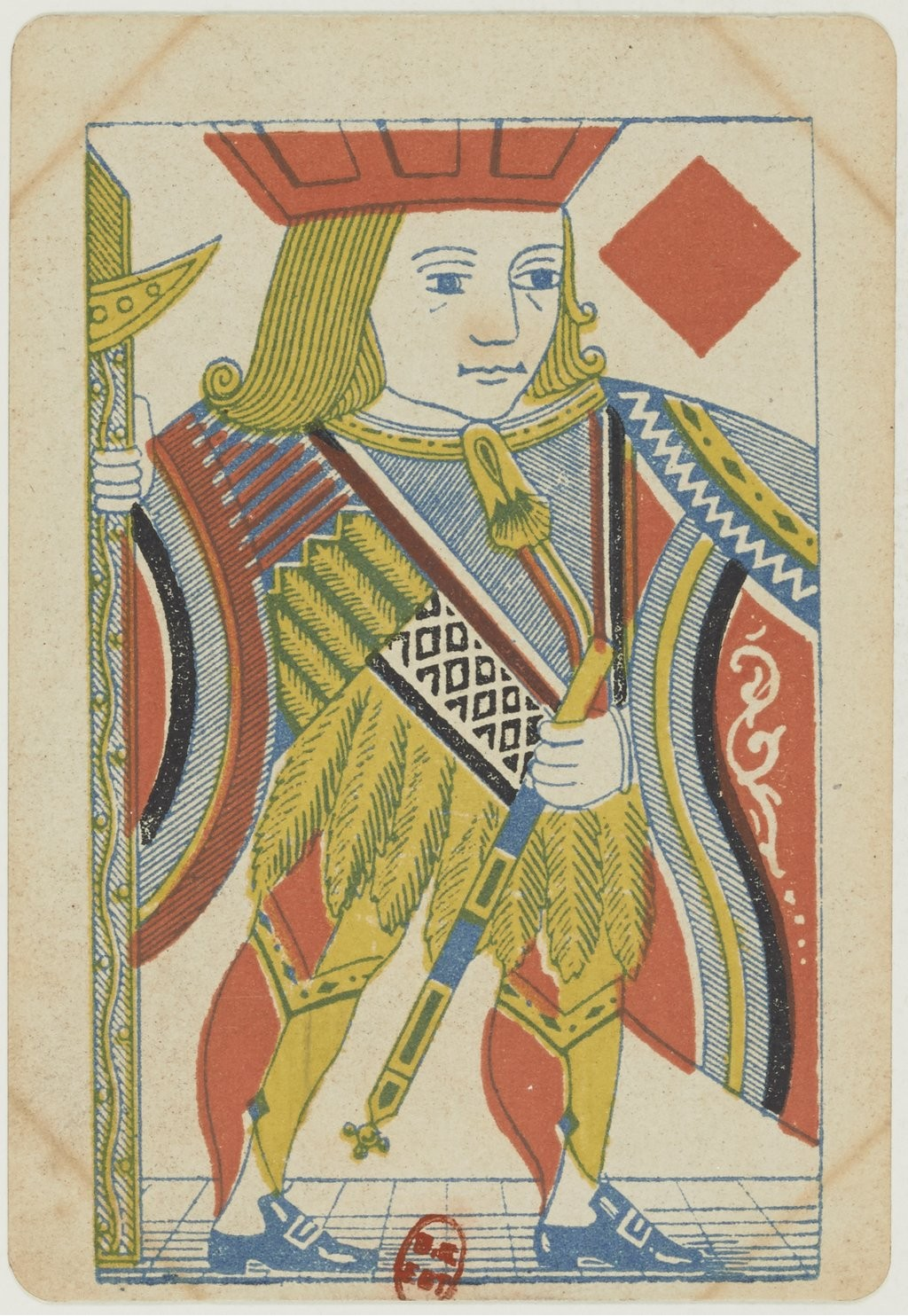
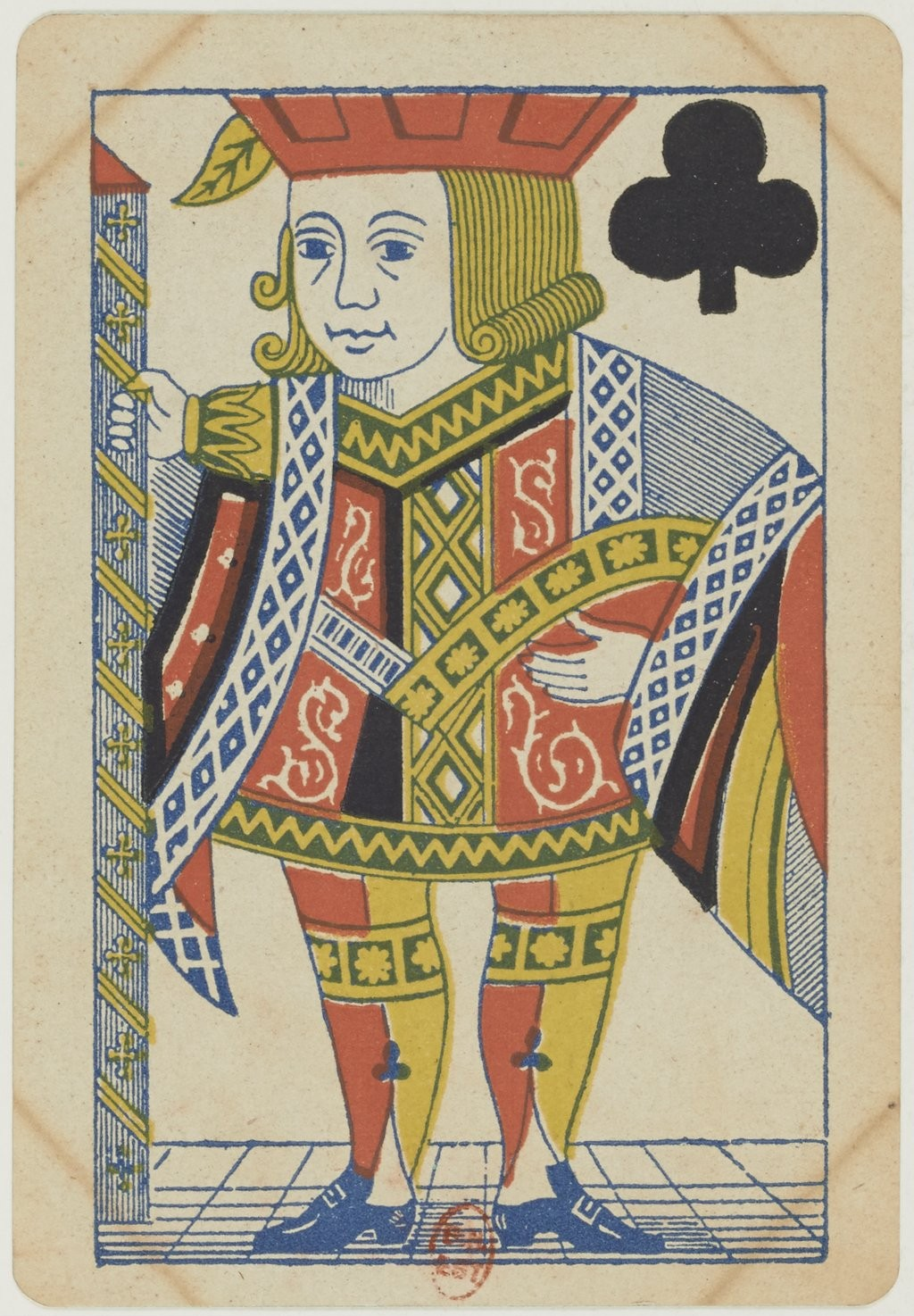
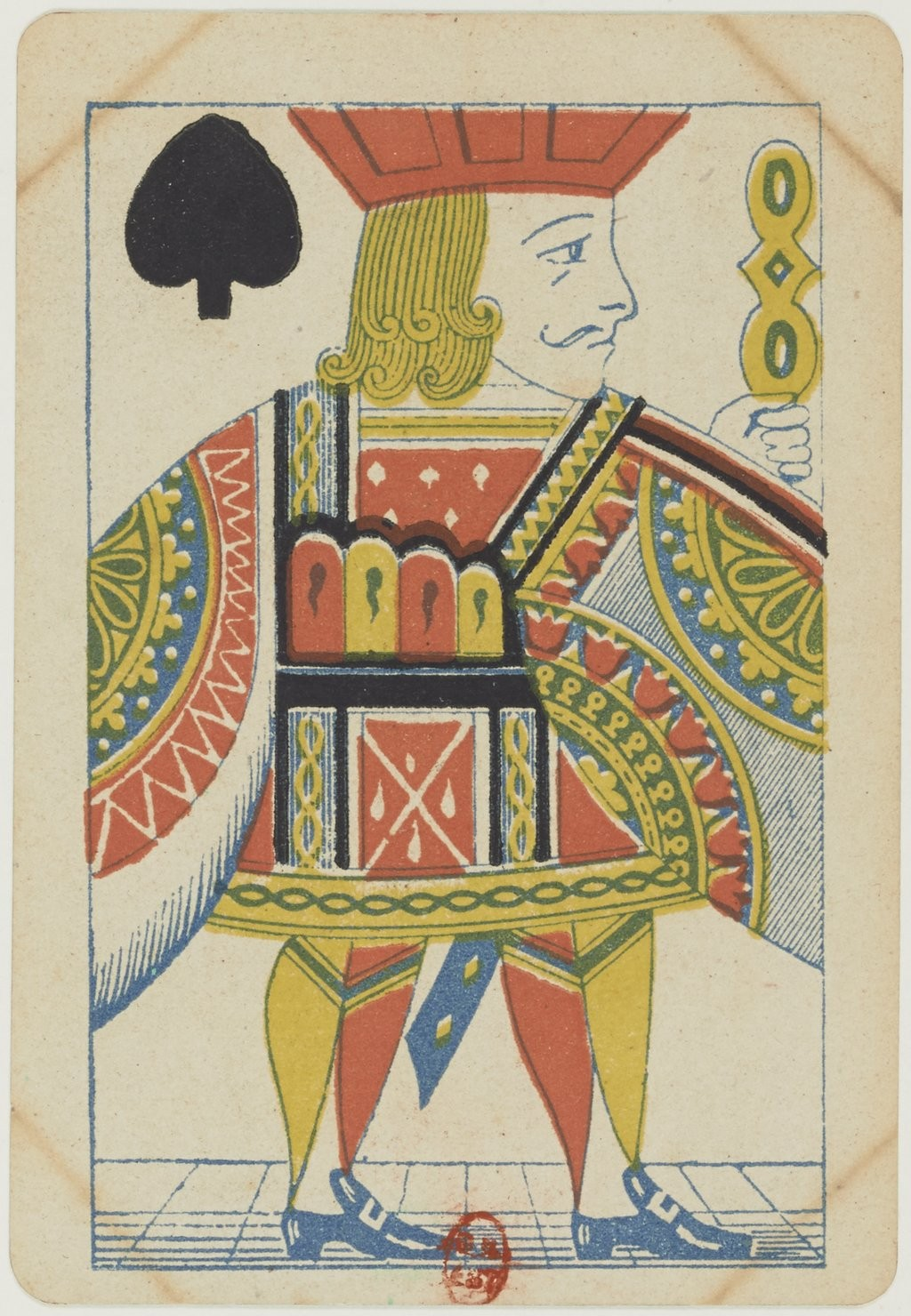